# Chiến tranh Cách mạng Mỹ
Chiến tranh Cách mạng Mỹ (1775 - 1783), còn được gọi là Chiến tranh giành độc lập Mỹ, là một cuộc chiến vào thế kỷ 18 giữa Vương quốc Đại Anh và Mười ba xứ thuộc địa (liên minh với Pháp) tuyên bố độc lập, khai sinh ra Hợp chúng quốc Hoa Kỳ.
Sau năm 1765, sự khác biệt về mặt tư tưởng và chính trị ngày càng sâu sắc làm căng thẳng mối quan hệ giữa Vương quốc Anh và các thuộc địa của nó. Các cuộc biểu tình của phái yêu nước chống lại việc đánh thuế mà không có đại diện theo Đạo luật Tem và leo thang thành các vụ tẩy chay hàng hóa Anh, lên đến đỉnh điểm vào năm 1773 với vụ việc nhóm Những đứa con của Tự do phá hủy một lô hàng trà tại Cảng Boston. Anh đáp trả bằng cách đóng cửa Cảng Boston và thông qua một loạt các biện pháp trừng phạt chống lại Thuộc địa Vịnh Massachusetts. Nhân dân Massachusetts đề ra nghị quyết Suffolk, và thành lập một chính phủ bí mật nhằm giành quyền kiểm soát vùng nông thôn khỏi tay của Hoàng gia Anh. Mười hai thuộc địa đã thành lập ra Đại hội lục địa để phối hợp kháng chiến, tạo ra các Ủy ban và công ước nắm quyền lực một cách hiệu quả.
Những nỗ lực của Anh nhằm giải giáp lực lượng dân quân Massachusetts tại Concord đã dẫn đến một cuộc chiến mở vào ngày 19 tháng 4 năm 1775. Lực lượng dân quân sau đó bao vây Boston, buộc Anh phải di tản vào tháng 3 năm 1776 và Quốc hội đã chỉ định George Washington chỉ huy Quân đội Lục địa. Cùng lúc đó, người Mỹ thất bại trong nỗ lực xâm chiếm Quebec và lan rộng cuộc nổi dậy chống lại người Anh. Vào ngày 2 tháng 7 năm 1776, Đại hội lục địa lần thứ hai đã bỏ phiếu giành độc lập, đưa ra tuyên bố vào ngày 4 tháng 7. Ngài William Howe đã phát động một cuộc phản công của Anh, chiếm lại New York và bẻ gãy ý chí của Mỹ. Tuy nhiên, chiến thắng tại Trenton và Princeton đã khôi phục niềm tin của người Mỹ. Năm 1777, người Anh đã phát động một cuộc xâm lược từ Quebec bởi tướng John Burgoyne, với ý định cô lập các thuộc địa New England. Thay vì hỗ trợ nỗ lực này, Howe đã dẫn dắt quân đội của ông với một chiến dịch riêng chống lại bang Philadelphia và Burgoyne đã bị thảm bại hoàn toàn tại trận Saratoga vào tháng 10 năm 1777.
Thất bại của Burgoyne có hậu quả đáng kể. Pháp chính thức liên minh với người Mỹ và tham chiến vào năm 1778, và Tây Ban Nha cũng nhảy vào với tư cách là đồng minh của Pháp nhưng không phải là đồng minh của Hoa Kỳ vào năm sau đó. Năm 1780, Vương quốc Mysore tấn công người Anh ở Ấn Độ, và căng thẳng giữa Anh và Hà Lan nổ ra thành một cuộc chiến toàn diện. Ở Bắc Mỹ, người Anh thực hiện "chiến lược miền Nam" do Charles Cornwallis lãnh đạo, nơi đây có một cuộc nổi dậy của phe Trung quân ủng hộ Hoàng gia, nhưng chỉ một số ít người xung phong. Cornwallis bị phản công tại Trận Núi Vua và Trận Cowpens. Ông buộc phải rút lui về Yorktown, Virginia, với dự định để sơ tán, nhưng một chiến thắng hải quân quyết định của Pháp đã không cho ông ta trốn thoát. Liên quân Pháp-Mỹ do Comte de Rochambeau và Washington lãnh đạo sau đó đã bao vây quân đội của Cornwallis và, không có dấu hiệu cứu trợ, Cornwallis chịu hàng vào tháng 10 năm 1781.
Đảng Whig của Anh từ lâu đã phản đối Đảng Tory ủng hộ chiến tranh trong Quốc hội, và sự đầu hàng này đã giúp họ chiếm thế thượng phong. Đầu năm 1782, Nghị viện đã bỏ phiếu chấm dứt mọi hoạt động quân sự ở Mỹ, nhưng cuộc chiến vẫn tiếp diễn ở các nước hải ngoài. Anh vẫn bị bao vây ở Gibraltar nhưng đã giành được một chiến thắng vang dội trước hải quân Pháp. Vào ngày 3 tháng 9 năm 1783, các bên chủ chiến đã ký Hòa ước Paris, trong đó Vương quốc Anh đồng ý công nhận chủ quyền của Hoa Kỳ và chính thức chấm dứt chiến tranh. Sự tham chiến của Pháp mang tính quyết định, nhưng Pháp lại kiếm được ít bổng lộc từ cuộc chiến này, không chỉ vậy mà còn phát sinh các khoản nợ ngập đầu. Tây Ban Nha đạt được một số lợi ích về lãnh thổ nhưng thất bại trong mục tiêu chính là phục hồi Gibraltar. Người Hà Lan bị đánh bại trên mọi phương diện và bị buộc phải nhượng lại lãnh thổ cho Vương quốc Anh. Ở Ấn Độ, cuộc chiến chống lại Mysore và các đồng minh đã kết thúc vào năm 1784 với Hiệp ước Mangalore mà không có bất kỳ thay đổi lãnh thổ nào.

## Nguyên nhân
Từ năm 1763, sau cuộc Chiến tranh Bảy Năm, nước Anh trở thành một đế chế thực dân lớn, kiểm soát rất nhiều thuộc địa, nhưng do người Anh cần chi phí cho cuộc Chiến tranh Pháp-Da đỏ (1756–1763). Để làm được điều đó, Chính phủ Anh đã phải áp đặt một lô thuế lớn vào 13 thuộc địa ở Bắc Mỹ. Lúc này, các thuộc địa đang có truyền thống tự trị sau khi thực dân Anh lãng quên họ để tập trung giải quyết những bất ổn trong nước như nội chiến. Người Mỹ đã chống đối kịch liệt vì họ cho rằng nước Anh không đại diện cho Quốc hội nên không có quyền làm vậy. Vua Anh đành phải cho rút thuế.
Tuy nhiên, thực dân Anh còn để lại một thuế, đó là thuế trà. Năm 1773, ở cảng Boston, Massachusetts, khi tàu chở trà đi qua, có ba nhóm gồm 50 người Mỹ đã ném trà xuống boong tàu, còn gọi là sự kiện "Tiệc trà ở Boston". Đây là sự chống đối của các thuộc địa đối với thuế trà, sinh ra những tư tưởng về nền độc lập Hoa Kỳ mai sau. Cách mạng bùng nổ là một điều chắc chắn sẽ xảy ra.

## Diễn biến

### Chiến tranh nổ ra (1775–1776)

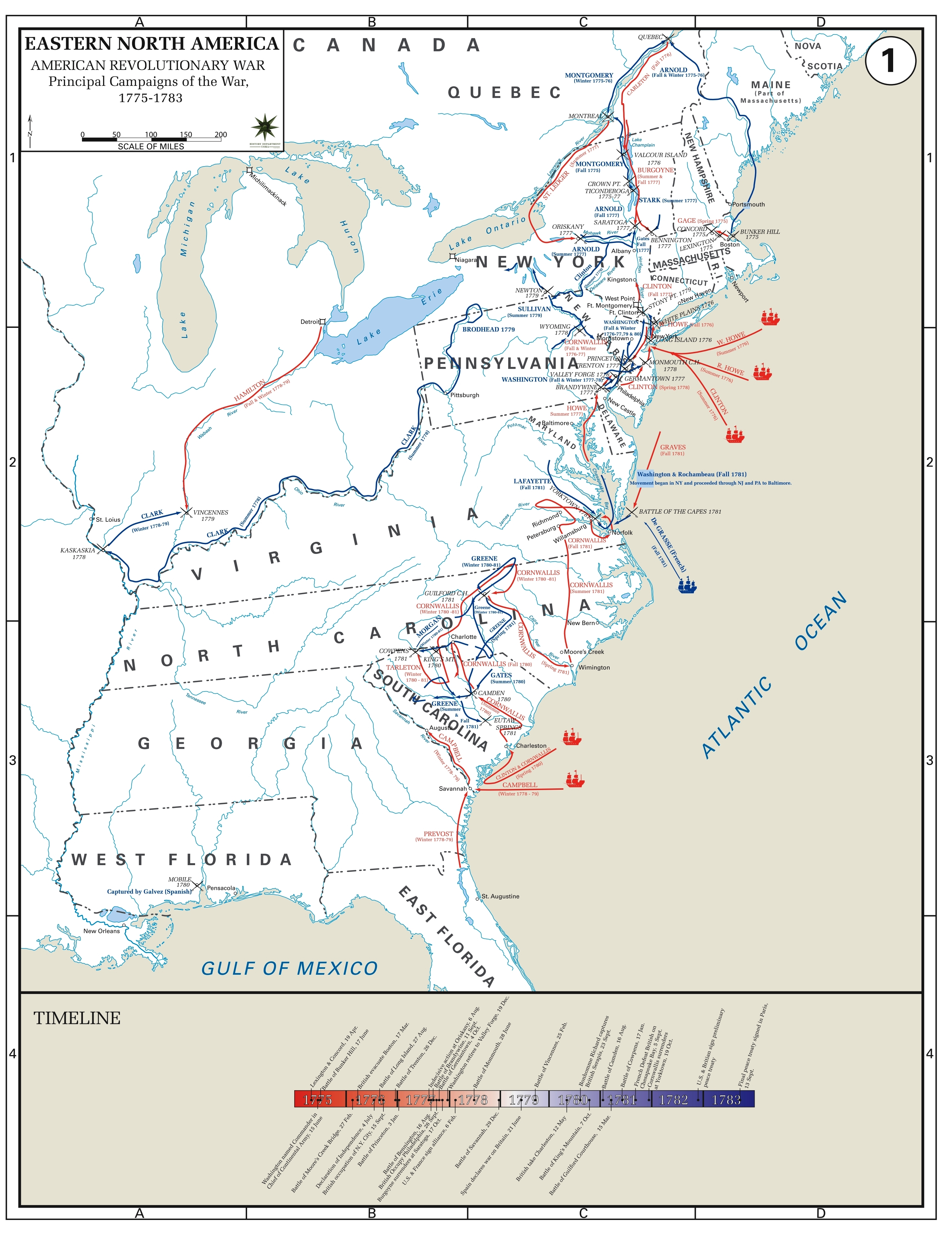
Các chiến dịch lớn trong Chiến tranh Cách mạng Mỹ

Vào ngày 18 tháng 4 năm 1775, 700 lính Anh được gửi đi để tịch thu kho vũ khí của dân quân được lưu trữ tại Concord. Giao tranh nổ ra, buộc quân đội phải rút quân đến Boston. Trong đêm đó, dân quân địa phương đã bao vây thành Boston. Vào ngày 25 tháng 5, 4.500 quân tiếp viện của Anh đã tới nơi, được lãnh đạo bởi các tướng William Howe, John Burgoyne và Henry Clinton. Người Anh chiếm giữ bán đảo Charlestown vào ngày 17 tháng 6 sau một cuộc tấn công trực diện tốn kém, khiến cho tướng Gage bị thay thế bởi Howe. Nhiều sĩ quan cao cấp bị mất tinh thần do cuộc tấn công, tướng Gage viết thư về London khẩn thiết cần phải có một đội quân lớn hơn để dập tắt cuộc nổi dậy. Vào ngày 3 tháng 7, George Washington nắm quyền chỉ huy Lục quân Lục địa bao vây Boston. Howe không phản công, gây ngạc nhiên cho Washington. Một kế hoạch tấn công thành phố bị từ chối, và thay vào đó, người Mỹ đã đặt pháo hạng năng trên Đỉnh Dorchester vào đầu tháng 3 năm 1776 lấy được từ một cuộc đột kích vào Pháo đài Ticonderoga. Người Anh được phép rút quân mà không bị xâm phạm vào ngày 17 tháng 3, và đi thuyền về Halifax, Nova Scotia. Washington sau đó di chuyển quân đội về New York.
Bắt đầu từ tháng 8 năm 1775, tàu lùng Mỹ bắt đầu đột kích các ngôi làng gần Nova Scotia, bắt đầu tại Saint John, sau đó là Charlottetown và Yarmouth. Điều này tiếp diễn vào năm 1776 tại Canso và sau đó là một cuộc tấn công trên bộ vào Pháo đài Cumberland.

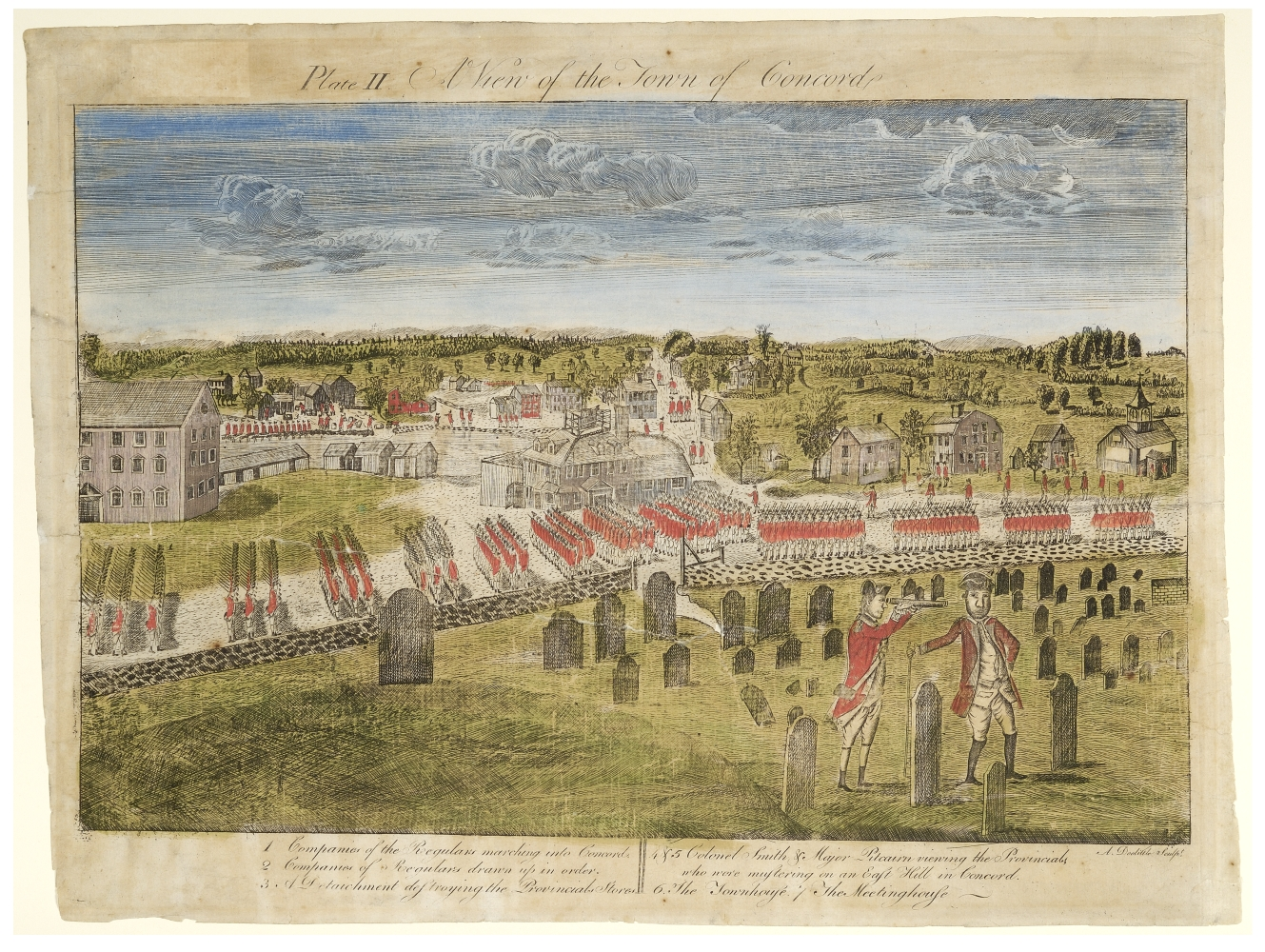
Quân đội Anh hành quân đến Concord

Trong khi đó, các quan chức Anh ở Quebec bắt đầu vận động các bộ lạc người Anh-điêng hỗ trợ họ, còn người Mỹ thì kêu gọi họ duy trì thái độ trung lập. Vào tháng 4 năm 1775, Quốc hội lo sợ một cuộc tấn công của Anh và người bản địa từ Canada và hạ lệnh cho một cuộc xâm lược Quebec. Quebec có dân số chủ yếu nói Pháp ngữ và mới chỉ nằm dưới sự cai trị của Anh trong 12 năm,[89] người Mỹ tưởng rằng họ sẽ được chào đón tại đây như là những người giải phóng Canada khỏi ách đô hộ của Anh. Mỹ tấn công thành phố Quebec vào ngày 31 tháng 12 sau một cuộc tuần hành gian khổ nhưng bị đánh bại. Sau một cuộc bao vây lỏng lẻo, người Mỹ rút quân vào ngày 6 tháng 5 năm 1776. Một cuộc phản công thất bại vào ngày 8 tháng 6 đã kết thúc các hoạt động của Mỹ ở Quebec. Tuy nhiên, người Anh không thể tiến hành một cuộc truy đuổi bởi các tàu Mỹ trên hồ Champlain. Vào ngày 11 tháng 10, người Anh đã đánh bại lực lượng Mỹ, buộc họ phải rút về Ticonderoga và kết thúc chiến dịch. Cuộc xâm lược khiến phái Yêu nước mất đi uy tín trong mắt dư luận Anh, trong khi các chính sách chống phái Trung thành bạo lực khiến Mỹ không được sự hỗ trợ từ Canada. Phái Yêu nước tiếp tục coi Quebec là mục tiêu chiến lược, mặc dù không có nỗ lực xâm chiếm nào được thực hiện nữa.

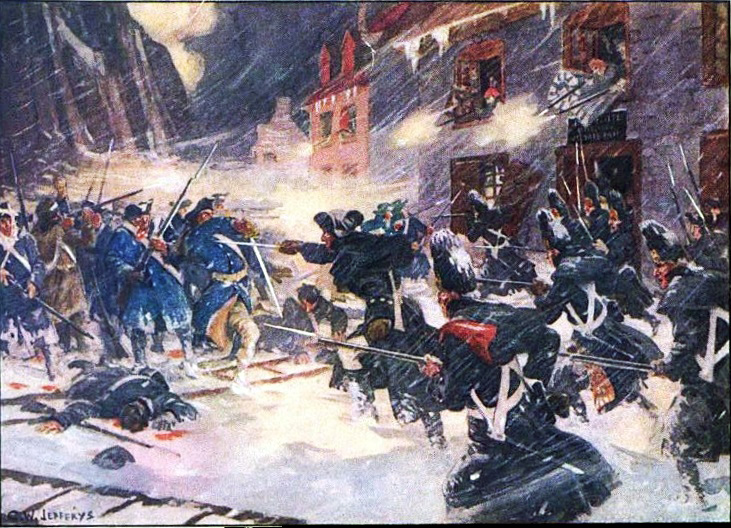
Lính Anh và dân quân địa phương kháng cự cuộc đột kích của Mỹ tại Sault-au-Matelot, Canada, tháng 12, 1775

Tại Virginia, thống đốc hoàng gia Hầu tước Dunmore giải giới dân quân do căng thẳng leo thang, mặc dù không có trận chiến nào nổ ra. Ông đã ban hành một tuyên bố vào ngày 7 tháng 11 năm 1775 hứa hẹn trả tự do cho những người nô lệ chạy trốn khỏi các chủ nhân Yêu nước để chiến đấu cho Vương miện. Quân đội của Dunmore bị áp đảo bởi những người Ái quốc ở Great Bridge. Dunmore chạy thoát lên tàu hải quân neo đậu ngoài khơi Norfolk. Các cuộc đàm phán tiếp đó đổ vỡ, khiến Dunmore ra lệnh cho các tàu chiến phá hủy thị trấn.
Giao tranh nổ ra vào ngày 19 tháng 11 tại Nam Carolina giữa dân quân phe Trung quân và Ái quốc, và phái Trung quân sau đó bị đuổi ra khỏi thuộc địa. Những người Trung quân được tuyển mộ ở Bắc Carolina để tái khẳng định sự thống trị của thực dân ở miền Nam, nhưng lại nhận một thất bại quyết định và tử tưởng của Trung quân bị khuất phục. Một đội quân của các nhà cầm quyền Anh lên kế hoạch để tái chiếm Nam Carolina và tiến hành một cuộc tấn công vào Charleston ngày 28 tháng 6 năm 1776, nhưng nó thất bại khiến miền Nam phải chịu sự kiểm soát của phái Yêu nước cho đến năm 1780.
Sự thiếu hụt thuốc súng đã khiến Quốc hội tổ chức một cuộc viễn chinh đến thuộc địa quần đảo Bahamas ở Tây Ấn thuộc Anh để đảm bảo nguồn cung thuốc súng ở đó. Vào ngày 3 tháng 3 năm 1776, người Mỹ thắng lớn mà không đổ máu do dân quân địa phương ở đây không kháng cự. Họ đã lấy tất cả các thùng thuốc súng mà họ có thể tải và rời đi vào ngày 17 tháng 3. Đội này cập bến New London, Connecticut vào ngày 8 tháng 4, sau một cuộc giao tranh ngắn với tàu frigate của Hải quân Hoàng gia HMS Glasgow vào ngày 6 tháng 4.

### Chiến dịch phản công của Anh

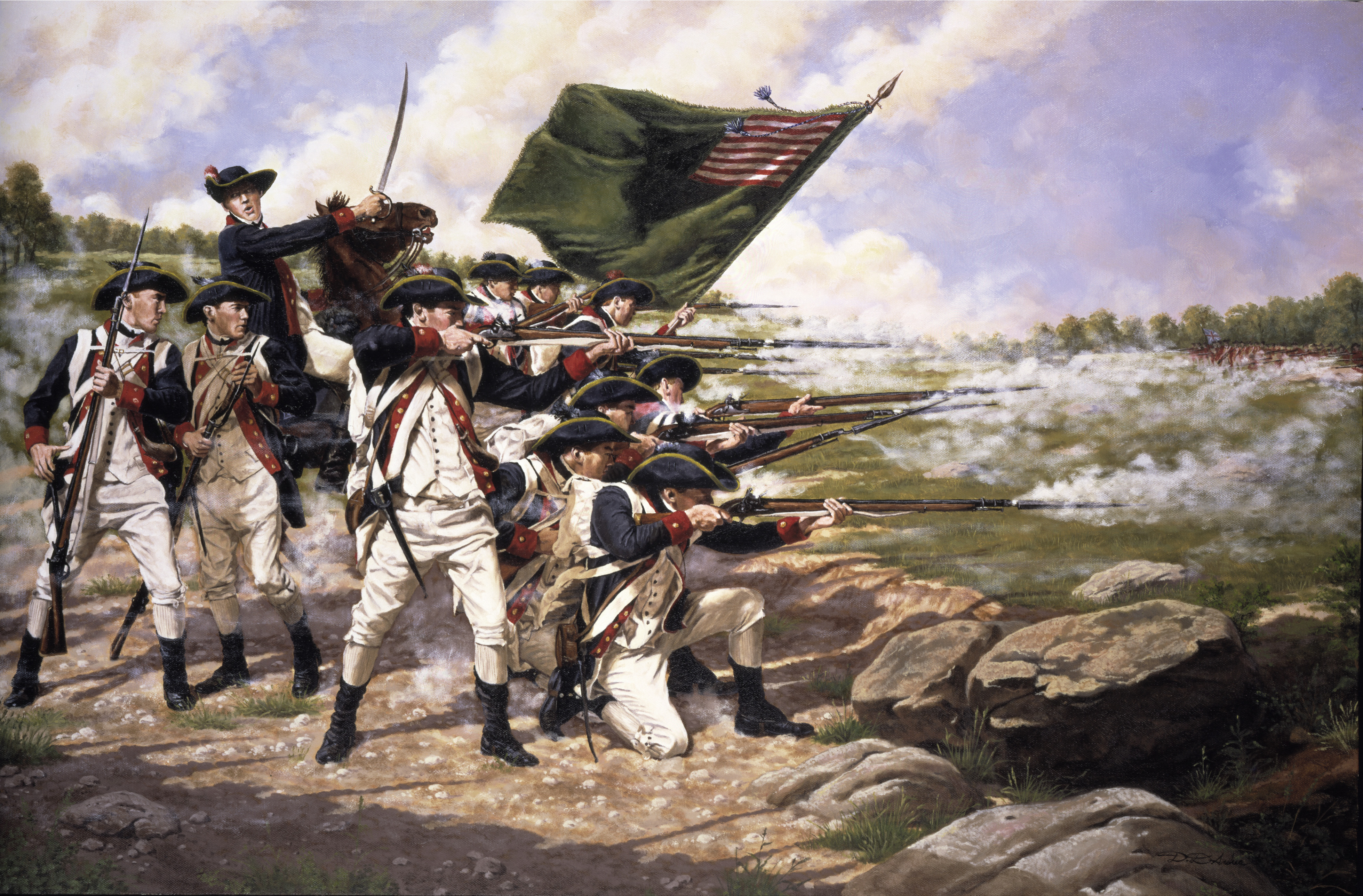
Lính Mỹ đánh trận Long Island, 1776

Sau khi tập hợp lại tại Halifax, tướng William Howe quyết tâm đánh bại Mỹ.[144] Ông rời cảng vào tháng 6 năm 1776 và đổ bộ lên đảo Staten gần lối vào cảng New York ngày 2 tháng 7. Do tình báo quân sự yếu kém, Washington dàn quân lên các vị trí trên đảo Manhattan và qua sông Đông ở phía tây Long Island,[145] và các cuộc đàm phán hòa bình đưa ra bởi người Anh đã bị người Mỹ khước từ. Vào ngày 27 tháng 8, Howe đánh vào bên sườn quân Washington và buộc ông phải rút về Đỉnh Brooklyn. Howe không cho cấp dưới của mình truy đuổi mà chọn cách bao vây Washington.
Washington đã rút về Manhattan mà không có bất kỳ tổn thất nào về người hay quân khí. Sau cuộc rút lui, Hội nghị Hòa bình Đảo Staten thất bại trong việc đi đến một hòa ước hòa bình vì các đại biểu phía Anh không có quyền công nhận độc lập. Howe sau đó đã giành quyền kiểm soát thành phố New York vào ngày 15 tháng 9 và không thành công trong một trận đánh với người Mỹ vào ngày hôm sau. Ông cố gắng bao vây quân Washington, nhưng người Mỹ chạy trốn thành công. Vào ngày 28 tháng 10, người Anh đã chiến đấu một cách thiếu quyết đoán chống lại Washington, Howe từ chối tấn công quân đội của Washington, thay vào đó tập trung lực lượng tấn công vào một ngọn đồi không có giá trị chiến lược.

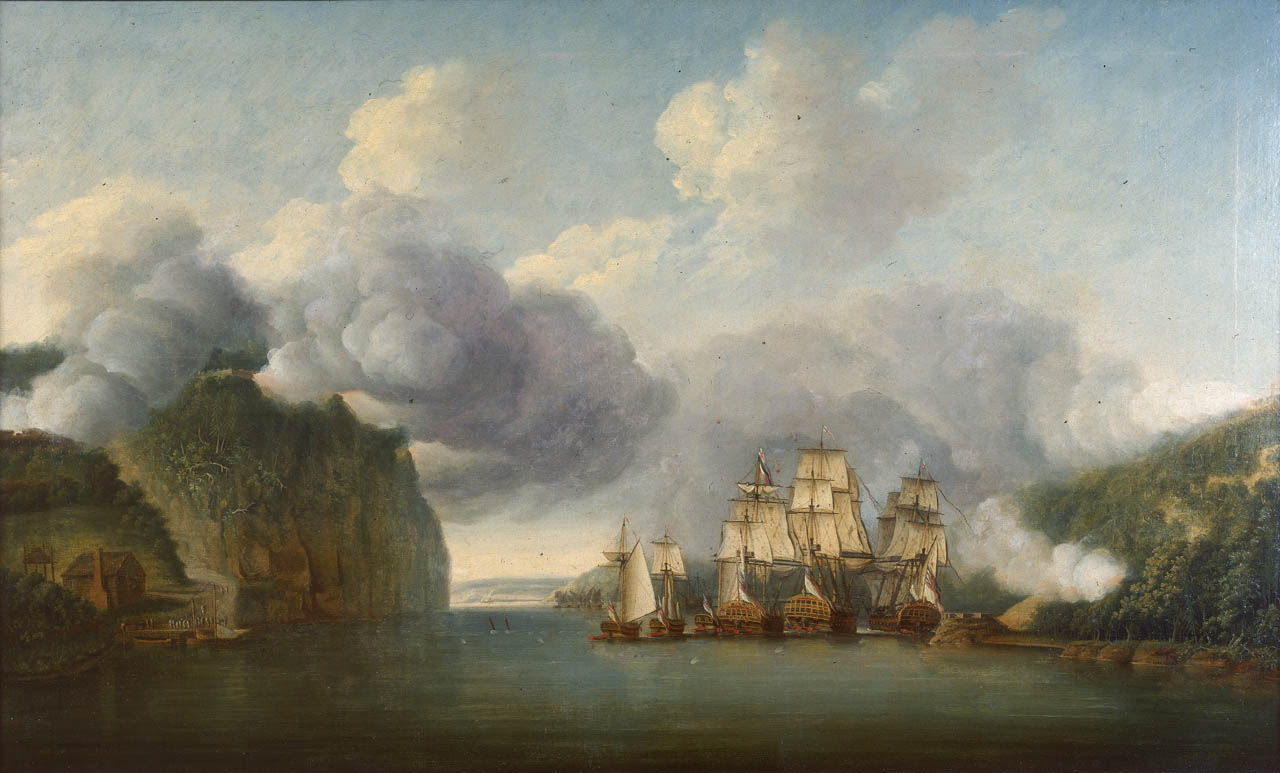
Tàu chiến Anh trên sông Hudson

Cuộc rút quân của Washington khiến các lực lượng của ông bị cô lập, và người Anh đã chiếm được một pháo đài của Mỹ vào ngày 16 tháng 11, bắt 3.000 tù nhân và theo như một nhà sử học gọi sự kiện này là "thất bại thảm hại nhất của toàn bộ cuộc chiến". Quân đội của Washington đã thu quân bốn ngày sau đó. Henry Clinton sau đó chiếm được Newport, Rhode Island, một chiến dịch mà ông phản đối, cảm thấy rằng 6.000 binh sĩ được giao cho ông có thể được sử dụng tốt hơn cho mục đích truy đuổi Washington. Các tù nhân Mỹ sau đó được gửi đến các thuyền tù khét tiếng, trong đó nhiều binh sĩ và thủy thủ Mỹ chết vì bệnh tật hơn là bị giết trên chiến trường của cuộc chiến. Charles Cornwallis đuổi bắt Washington, nhưng Howe hạ lệnh cho ông dừng lại, và Washington đã tẩu thoát mà không chịu thương vọng.
Nhìn chung sự nghiệp cách mạng Mỹ khá ảm đạm; quân lực đã giảm xuống dưới 5.000 người và sẽ giảm thêm khi hết hạn nhập ngũ vào cuối năm. Sự ủng hộ của nhân dân lung lay, tinh thần kháng chiến suy giảm và Quốc hội phải rời khỏi Philadelphia. Các phong trào của phái Trung thành tăng vọt sau thất bại của Mỹ, đặc biệt là ở New York.

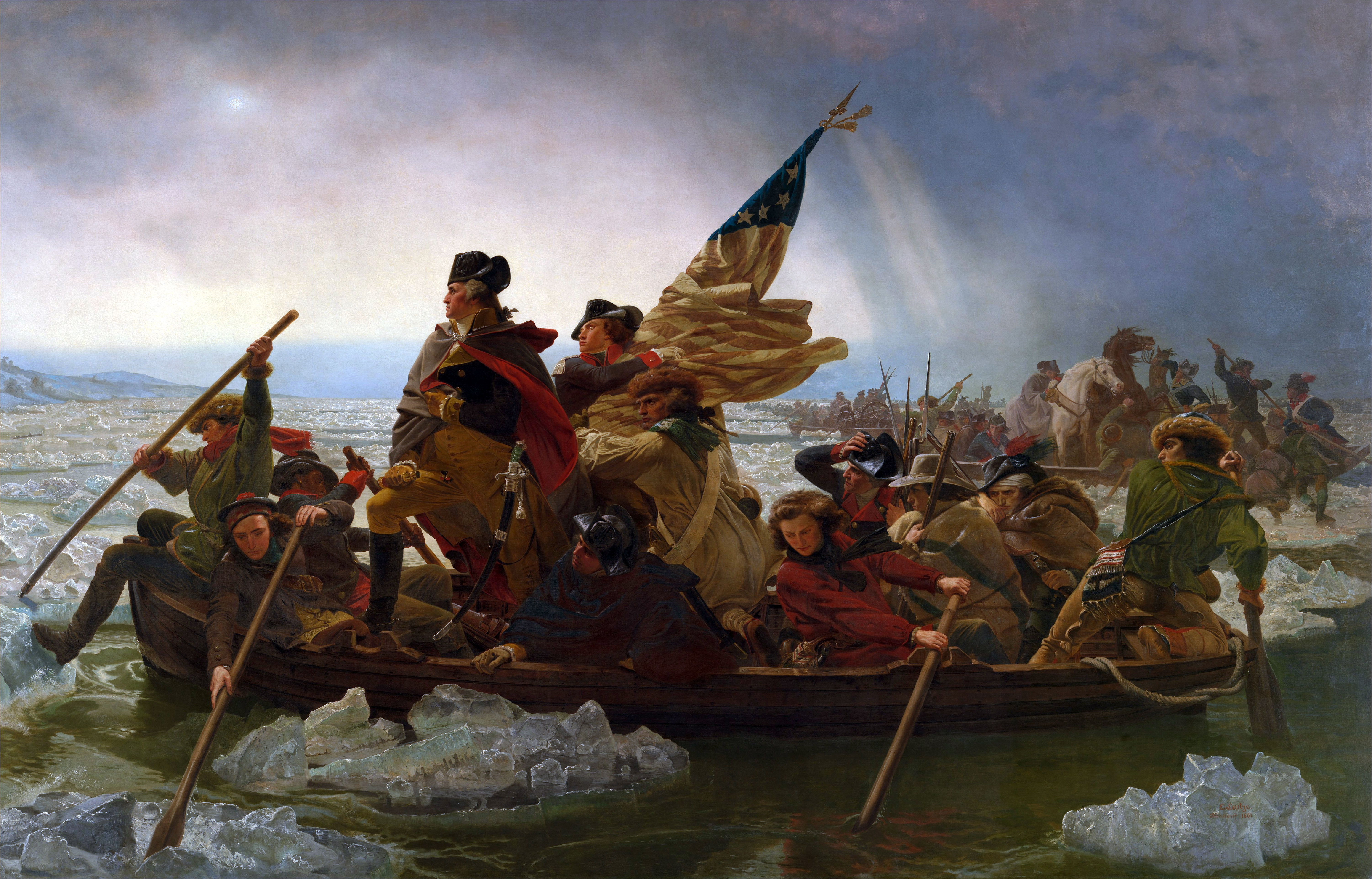
Bức họa năm 1851 của Emanuel Leutze minh họa Cuộc vượt sông Delaware của Washington

Tin tức về chiến dịch đã được đón nhận tốt ở Anh. Các lễ ăn mừng diễn ra ở London, sự ủng hộ của công chúng lên đến đỉnh điểm, và Nhà vua đã trao tặng Huân chương Bath cho William Howe. Những thành công này củng cố niềm tin của Anh rằng họ có thể giành chiến thắng trong vòng một năm nữa. Thất bại của Mỹ được một nhà văn phân tích là do sự thiếu sót trong chiến lược của Washington, phân chia một đội quân ít hơn hoàn toàn về quân số mà dám đánh một kẻ thù rõ ràng mạnh hơn, cán bộ thiếu kinh nghiệm của ông đã hiểu sai tình huống và quân đội thiếu kỉ luật bỏ chạy trong hỗn loạn khi cuộc chiến đấu bắt đầu. Trong khi đó, người Anh đóng quân tại các khu dân cư mùa đông và là nơi hoàn hảo để tiếp tục chiến dịch.
Vào ngày 25 tháng 12 năm 1776, Washington lén vượt sông Delware và quân đội của ông đã áp đảo đồn trú của người Hessian tại Trenton, New Jersey vào sáng hôm sau, bắt được 900 tù nhân. Chiến thắng quyết định này đã tăng cường tinh thần cho quân đội và mang lại một hy vọng mới cho đại nghiệp giành độc lập. Cornwallis kéo quân về để chiếm lại Trenton, nhưng những nỗ lực của ông đã bị đẩy lùi vào ngày 2 tháng 1. Washington vượt mặt Cornwallis vào tối hôm đó và đánh bại hậu quân của ông ta vào ngày hôm sau. Những chiến thắng liên tiếp này đã thuyết phục người Pháp và Tây Ban Nha rằng Mỹ là một đồng minh đáng giá, cũng như phục hồi lại sự phấn khởi trong quân đội. Washington đóng quân tại các khu phố đông ở Morristown, New Jersey vào ngày 6 tháng 1, mặc dù các cuộc xung đột du kích kéo dài vẫn tiếp diễn. Trong khi bị bao vây, Howe không cố gắng tấn công, khiến Washington kinh ngạc.

### Thất bại trong chiến dịch miền Bắc của Anh (1777–1778)

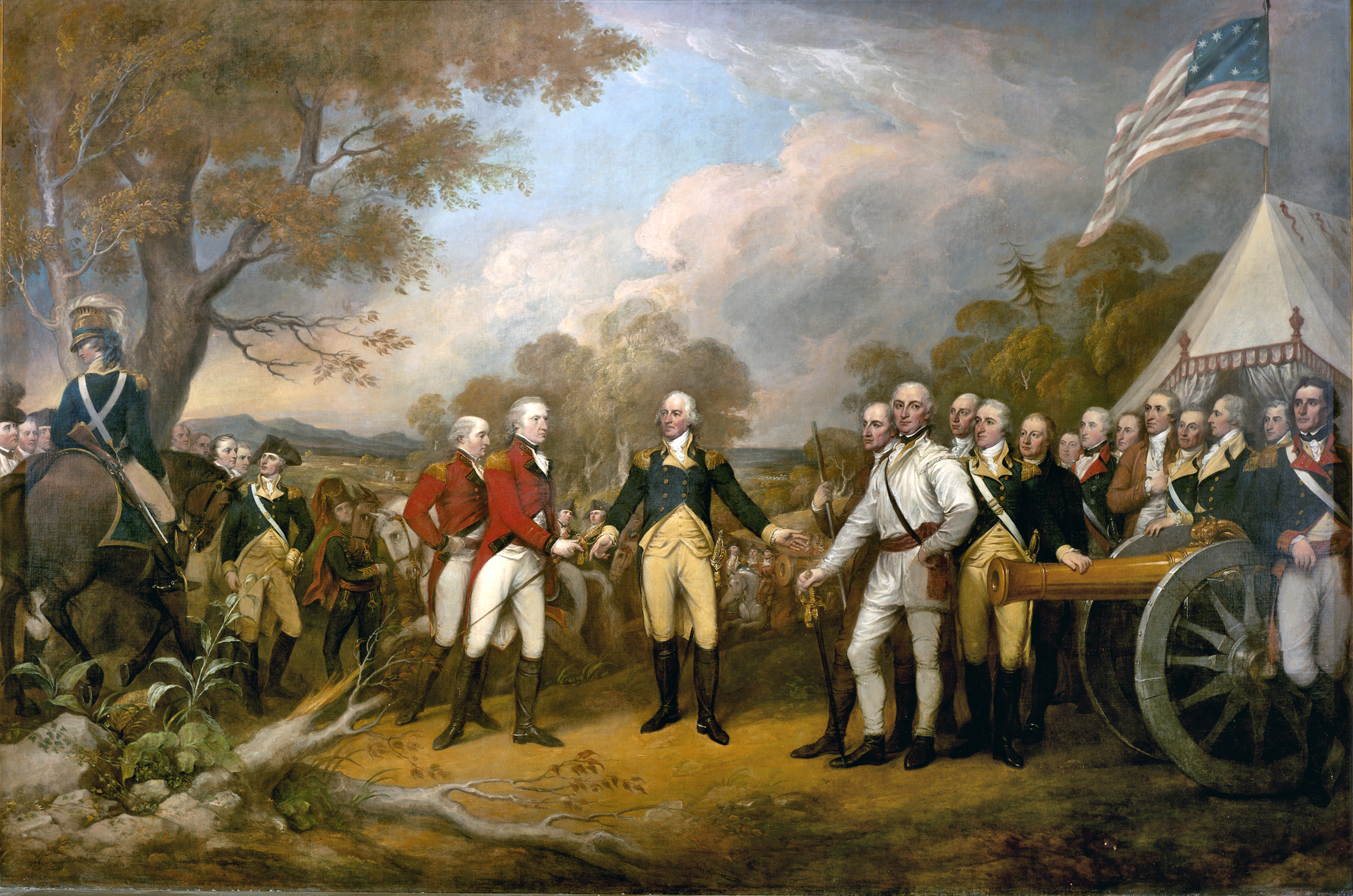
"Đầu hàng tại Saratoga" cho thấy Tướng Daniel Morgan ở trước đại bác de Vallière 4 pound.

Vào tháng 12 năm 1776, John Burgoyne trở lại London để bàn chiến lược với Hầu tước George Germain. Kế hoạch của Burgoyne là thiết lập quyền kiểm soát tuyến đường Champlain-George-Hudson từ New York đến Quebec, cô lập New England. Những nỗ lực sau đó có thể là tập trung tiến công các thuộc địa miền nam, nơi họ tin rằng người dân vẫn ủng hộ Vương miện.
Kế hoạch của Burgoyne là lãnh đạo một đội quân đi dọc theo hồ Champlain, trong khi một mũi quân mồi chiến lược tiến dọc theo sông Mohawk, và cả hai sẽ gặp nhau tại Albany. Burgoyne lên đường vào ngày 14 tháng 6 năm 1777, nhanh chóng chiếm được Ticonderoga vào ngày 5 tháng 7. Để lại 1.300 lính phía sau làm đồn trú, Burgoyne tiếp tục tiến công. Tiến độ rất chậm; người Mỹ đã chặn đường, phá hủy những cây cầu, những con suối bị chặn lại và lương thực phẩm bị tiêu hủy. Cùng lúc đó, đoàn nghi binh của Barry St. Ledger đã bao vây Pháo đài Stanwix. St. Ledger đã rút về Quebec vào ngày 22 tháng 8 sau khi dân bản địa hỗ trợ bỏ rơi ông ta. Vào ngày 16 tháng 8, một đoàn viễn chinh tìm kiếm Hessian đã bị đánh bại tại Bennington và hơn 700 binh sĩ đã bị bắt. Trong khi đó, phần lớn quân chi viện bản địa của Burgoyne đã bỏ rơi ông và Howe thông báo cho Burgoyne rằng ông sẽ bắt đầu chiến dịch của mình ở Philadelphia theo như kế hoạch, và sẽ không thể đến để viện trợ.
Burgoyne quyết định tiếp tục tiến công. Vào ngày 19 tháng 9, ông cố gắng đánh bên sườn của quân Mỹ và họ đụng độ tại trang trại của Freeman. Người Anh chiến thắng, nhưng với cái giá là 600 thương vong. Burgoyne sau đó dựng công sự, nhưng quân lực bị thất thoát do nhiều kẻ đào ngũ, và các đồ tiếp tế quan trọng đang cạn kiệt. Vào ngày 7 tháng 10, trinh sát của Anh đánh vào hàng ngũ của Mỹ bị đẩy lùi với tổn thất nặng nề. Burgoyne sau đó phải bỏ vị trí và người Mỹ truy đuổi họ sát nút, và đến ngày 13 tháng 10, quân của ông bị bao vây. Không còn hy vọng cứu trợ và nhu yếu phẩm đã cạn kiệt, Burgoyne đầu hàng vào ngày 17 tháng 10 và 6.222 binh sĩ Anh trở thành tù nhân. Thành công này đã thúc đẩy Pháp tham gia vào cuộc chiến với tư cách là đồng minh của Hoa Kỳ, đảm bảo các yếu tố cuối cùng cần thiết cho chiến thắng trước thực dân Anh, nghĩa là hỗ trợ của ngoại quốc.

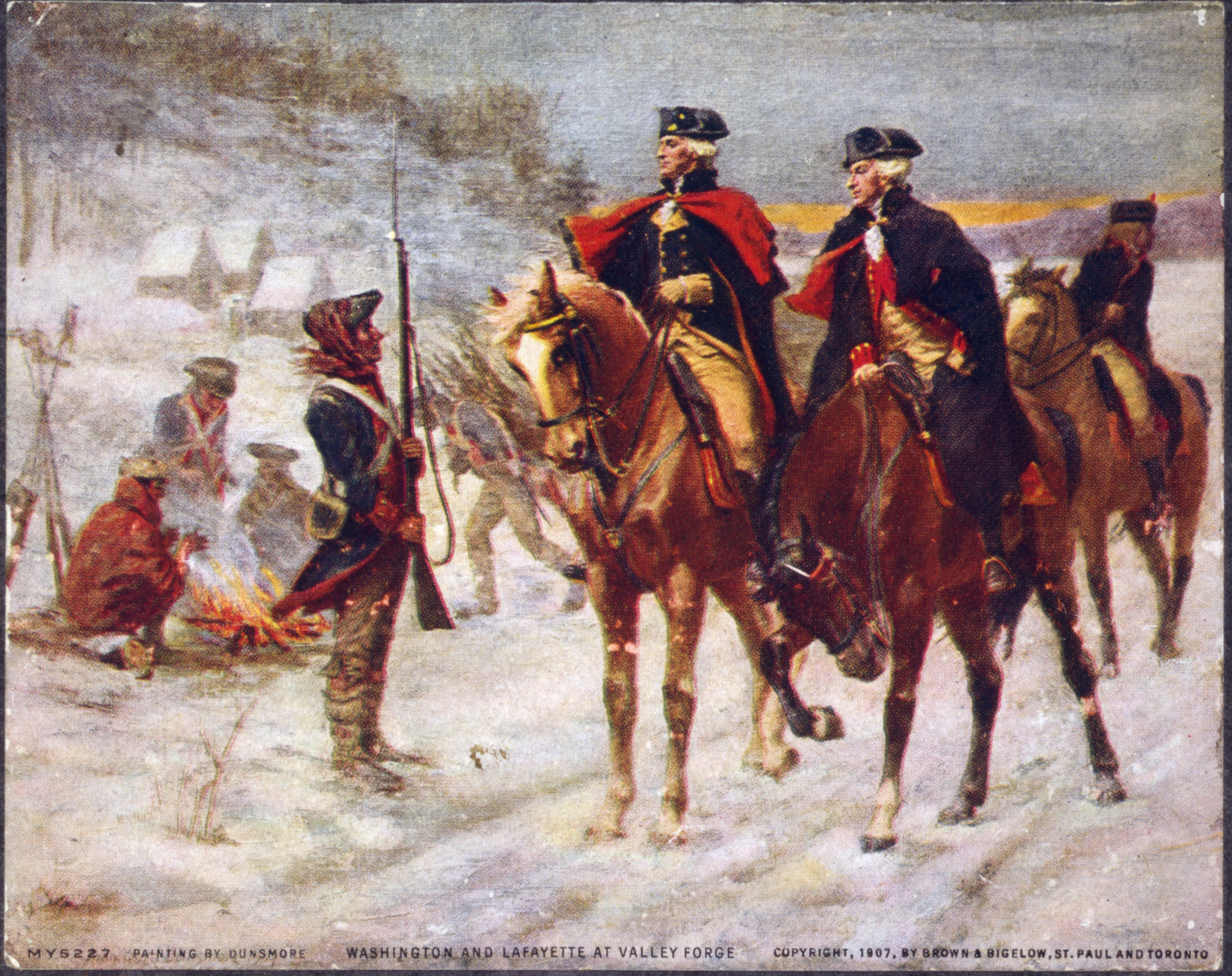
Washington và Lafayette tại Valley Forge

Trong khi đó, Howe bắt đầu chiến dịch chống lại Washington, mặc dù những nỗ lực ban đầu của ông vào tháng 6 năm 1777 đã thất bại. Howe từ chối tấn công Philadelphia trên đất liền thông qua New Jersey hoặc bằng đường biển thông qua Vịnh Delware, mặc dù cả hai lựa chọn đều cho phép ông hỗ trợ Burgoyne nếu cần thiết. Thay vào đó, ông đưa quân đi theo con đường tốn thời gian qua Vịnh Chesapeake, khiến ông không thể hỗ trợ Burgoyne. Quyết định này rất khó hiểu, nhiều người chỉ trích Howe và cáo buộc ông tội phản quốc.
Howe đã vượt cánh sườn và đánh bại quân Washington vào ngày 11 tháng 9, tuy vậy ông ta đã không thể lấy đà chiến thắng mà tiêu diệt quân Mỹ. Chiến thắng của người Anh tại Willistown khiến Philadelphia mất tuyến phòng thủ và Howe đã chiếm được thành phố mà không bị ngăn cản vào ngày 26 tháng 9. Howe sau đó trung chuyển 9.000 binh sĩ đến Germantown, phía bắc Philadelphia. Washington chỉ huy một cuộc tấn công bất ngờ vào đồn trú của Howe vào ngày 4 tháng 10, nhưng bị đẩy lùi. Một lần nữa, Howe không tiếp tục chiến thắng của mình, khiến quân đội Mỹ còn toàn vẹn và vẫn có thể chiến đấu. Sau nhiều ngày thăm dò hàng phòng thủ của Mỹ tại White Marsh, Howe đã hạ lệnh rút lui về Philadelphia mọt cách khó hiểu. Howe phớt lờ hậu phương dễ bị tổn thương của Mỹ, nơi một cuộc tấn công có thể cướp đi đồ tiếp tế của Washington. Vào ngày 19 tháng 12, quân đội của Washington đã vào các khu phố đông tại Valley Forge. Điều kiện thời tiết tồi tệ và vấn đề lương thực dẫn đến cái chết của khoảng 2.500 quân. Howe, chỉ cách quân Mỹ 20 dặm (32 km), đã không tấn công, các nhà phê bình sau này nhận định rằng nếu cuộc tấn công là hiện thực thì nó có thể đã kết thúc cuộc chiến.
Lục quân Lục địa được đưa vào một chương trình huấn luyện mới, giám sát bởi Baron von Steuben, giới thiệu các phương pháp chiến sự hiện đại nhất của người Phổ. Trong khi đó, Howe từ chức và được thay thế bởi Henry Clinton vào ngày 24 tháng 5 năm 1778. Clinton nhận được lệnh rời khỏi Philadelphia và củng cố New York sau khi Pháp tham gia cuộc chiến. Vào ngày 18 tháng 6, người Anh bỏ Philadelphia, với quân Mỹ đã được nâng cấp truy đuổi. Hai đội quân giao tranh tại Monmouth Court House vào ngày 28 tháng 6, với người Mỹ chiếm giữ cánh đồng này, cổ vũ đáng kể tinh thần và sự tự tin của quân Mỹ. Đến tháng 7, cả hai đội quân đã trở lại tình trạng hai năm trước đó.

### Ngoại quốc can thiệp
Thất bại tại Saratoga khiến Anh lo lắng về sự can thiệp của nước ngoài. Bộ trưởng North đã tìm cách hòa giải với các thuộc địa bằng cách đồng ý với các điều khoản ban đầu của họ, mặc dù Hầu tước North từ chối trao cho họ độc lập. Không có câu trả lời tích cực nào được nhận từ người Mỹ.

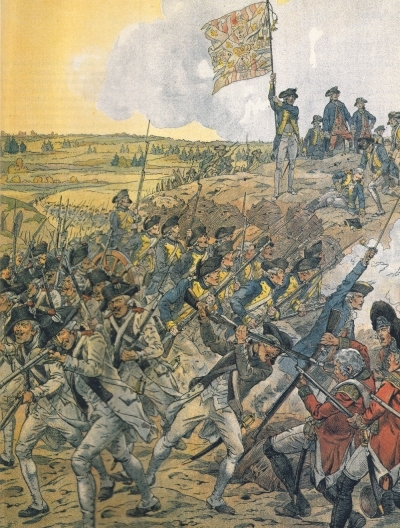
Lính Pháp càn quét qua Đồn lẻ 9 trong cuộc vây hãm Yorktown

Ngoại trưởng Pháp, Comte de Vergennes, có tư tưởng bài Anh, và tìm kiếm một cái cớ để gây chiến với Anh sau cuộc chinh phạt Canada năm 1763. Người Pháp đã bí mật cung cấp tiếp tế cho Mỹ thông qua các cảng trung lập của Hà Lan kể từ khi chiến tranh bắt đầu, điều này vô cùng giá trị trong suốt chiến dịch Saratoga. Công chúng Pháp ủng hộ chiến tranh, mặc dù Vergennes và Vua Louis XVI do dự, bởi rủi ro quân sự và tài chính cao. Chiến thắng của Mỹ tại Saratoga đã thuyết phục người Pháp rằng phái Yêu nước là đồng minh đáng tin cậy, nhưng làm như vậy cũng mang lại những rủi ro nhất định. Nhà vua lo ngại rằng các nhượng bộ của Anh sẽ được chấp thuận rồi sau đó Anh sẽ hòa giải với các thuộc địa để tấn công vào lãnh thổ của Pháp và Tây Ban Nha ở vùng biển Caribbean. Để ngăn chặn điều này, Pháp chính thức công nhận Hoa Kỳ vào ngày 6 tháng 2 năm 1778 và tiếp theo là một liên minh quân sự. Pháp nhằm trục xuất Anh khỏi ngư trường Newfoundland, chấm dứt các lệnh hạn chế đối với chủ quyền của Dunkirk, giành lại tuyến thương mại tự do ở Ấn Độ, phục hồi Senegal và Dominica, và khôi phục các điều khoản của Hiệp ước Utrecht liên quan đến thương mại giữa Anh-Pháp.
Tây Ban Nha tránh kích động chiến tranh với Anh trước khi họ chuẩn bị xong và cung cấp tiếp tế cho phái Yêu nước thông qua các thuộc địa ở Tân Tây Ban Nha. Quốc hội hi vọng sẽ thuyết phục được Tây Ban Nha gia nhập một liên minh mở, vì vậy Ủy ban đầu tiên của Mỹ đã gặp Bá tước Aranda vào năm 1776. Tây Ban Nha vẫn miễn cưỡng thực hiện cam kết sớm, do thiếu sự tham gia trực tiếp của Pháp, mối đe dọa đối với đội tàu kho báu của họ và khả năng xảy ra chiến tranh với Bồ Đào Nha, nước lân bang của Tây Ban Nha và là đồng minh thân cận của Anh. Tuy nhiên, Tây Ban Nha khẳng định mong muốn hỗ trợ người Mỹ vào năm sau, với hy vọng làm suy yếu đế chế của Anh. Mối đe dọa của Bồ Đào Nha đã bị vô hiệu hóa trong Chiến tranh Bồ Đào Nha-Tây Ban Nha (1776-77). Vào ngày 12 tháng 4 năm 1779, Tây Ban Nha đã ký Hiệp ước Aranjuez với Pháp và tiến hành chiến tranh chống lại Anh. Tây Ban Nha đã tìm cách phục hồi Gibraltar và Menorca ở châu Âu, cũng như Mobile và Pensacola ở Florida, và cũng để trục xuất người Anh khỏi Trung Mỹ.
Trong tình cảnh đó, vua George III đã từ bỏ việc khuất phục nước Mỹ trong lúc Anh đang có chiến tranh với các nước khác tại châu Âu. Ông không hoan nghênh chiến tranh với Pháp, nhưng lại tin rằng Anh đã thực hiện tất cả các bước cần thiết để tránh điều đó và trích dẫn các chiến thắng của Anh trước Pháp trong Chiến tranh Bảy năm là một lý do để duy trì sự lạc quan. Anh cố gắng vô ích để tìm một đồng minh đủ hùng mạnh cùng nhau giao chiến với Pháp, khiến nước này bị cô lập, ngăn Anh tập trung lực lượng vào một mặt trận, và buộc Anh phải dàn mỏng binh lực ở Mỹ. Tuy vậy, nhà vua quả quyết không công nhận nền độc lập của Mỹ và sẽ tàn phá các thuộc địa vô thời hạn, hoặc cho đến khi họ khẩn khoản xin quay lại ách thống trị của Vương miện. Alfred Thayer Mahan lập luận rằng nỗ lực của Anh chiến đấu trên nhiều mặt trận cùng lúc mà không có đồng minh là thiếu sót cơ bản, vì các lực lượng không thể tương hỗ nhau, khiến cho họ bị đánh bại từng trận nhỏ lẻ.
Kể từ khi cuộc xung đột nổ ra, Anh đã kêu gọi đồng minh của mình, Cộng hòa Hà Lan giữ thái độ trung lập, và cho nước Anh thuê Lữ đoàn Scots để phục vụ ở Mỹ, nhưng tình cảm thân Mỹ của cộng đồng Hà Lan buộc họ phải từ chối yêu cầu này. Người Anh đã cố gắng viện dẫn một số hiệp ước để có được sự hỗ trợ quân sự từ Hà Lan, nhưng họ vẫn khước từ. Hơn nữa, quân đội Mỹ đã được các thương nhân Hà Lan cung cấp vũ khí thông qua các thuộc địa Tây Ấn. Các nguồn cung từ Pháp sang Mỹ cũng đi qua các cảng của Hà Lan. Cộng hòa duy trì thương mại tự do với Pháp sau cả khi nước này tuyên chiến với Anh, viện cớ nhượng bộ trước đó của Anh về vấn đề này. Anh đáp trả bằng cách tịch thu hàng hóa trên biển của Hà Lan, và thậm chí bắn vào tàu của họ. Do đó, Cộng hòa đã gia nhập Liên minh trung lập vũ trang đầu tiên để thể hiện tư cách trung lập của họ. Cộng hòa cũng tôn trọng thuyền tư nhân của Mỹ và còn thỏa hiệp thương mại với người Mỹ. Anh tuyên bố rằng những hành động này đã chống lại lập trường trung lập của Cộng hòa và tuyên chiến vào tháng 12 năm 1780.

### Chiến tranh quốc tế nổ ra (1778–1780)

#### Châu Âu

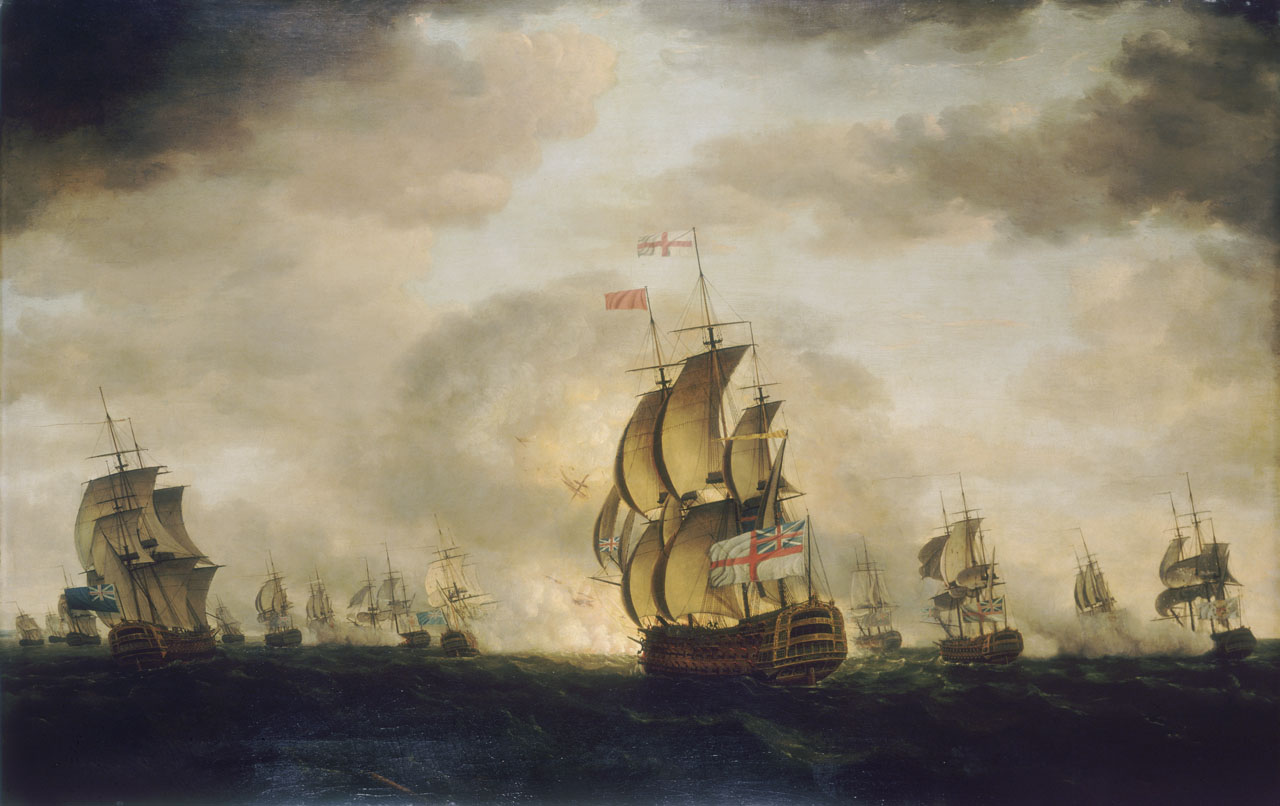
Trận Cape St. Vincent Ánh trăng, ngày 16 tháng giêng, 1780 bởi Francis Holman, vẽ vào năm 1780

Ngay sau khi Pháp tuyên chiến, các hạm đội Pháp và Anh đã đánh một trận bất phân thắng bại ngoài khơi Ushant vào ngày 27 tháng 7 năm 1778. Tây Ban Nha tham chiến vào ngày 12 tháng 4 năm 1779, với mục tiêu chính là chiếm Gibraltar,, Quân đội Tây Ban Nha dưới sự chỉ huy của Duc de Crillon đã bao vây núi Gibraltar vào ngày 24 tháng Sáu. Tuy vậy, phong tỏa hải quân tương đối yếu, người Anh đã có thể luồn qua và tiếp tế cho quân đồn trú. Trong lúc đó, kế hoạch xâm lược chính quốc Anh của liên quân Pháp-Tây Ban Nha được vạch ra, nhưng cuộc viễn chinh đã thất bại do sự phối hợp kém, bệnh tật, các vấn đề hậu cần và chi phí tài chính cao. Tuy nhiên, quân nghi binh của Pháp-Mỹ đã gặt hái một số thành công vào ngày 23 tháng 9 bởi người lãnh đạo John Paul Jones. Vào ngày 16 tháng 1 năm 1780, Hải quân Hoàng gia chỉ huy bởi George Rodney đã giành được một chiến thắng lớn trước Tây Ban Nha, làm suy yếu tuyến phong tỏa hải quân ở Gibraltar.
Một hạm đội Pháp-Tây Ban Nha do Luis de Córdova chỉ huy đã chặn đánh một đoàn hộ tống lớn của Anh ngoài khơi Azores do John Moutray dẫn đầu vào ngày 9 tháng 8, đang hướng về Tây Ấn. Thất bại thảm khốc đối với Anh, họ mất 52 tàu buôn, 5 tàu Đông Ấn, 80.000 súng hỏa mai, trang bị cho 40.000 quân, 294 khẩu pháo,[255] và 3.144 lính.[254] Chiến bại này có trị giá khoảng 1,5 triệu bảng (tương đương 181 triệu bảng tiền hiện nay), giáng một đòn nặng nề vào thương mại của Anh.

#### Châu Mỹ
Người Pháp lập chốt chặn các đảo với mỏ đường béo bở, Barbados và Jamaica, với ý định gây thiệt hại cho thương mại của Anh. Quân đội Pháp do Hầu tước de Bouillé lãnh đạo đã chiếm được Dominica vào ngày 7 tháng 9 năm 1778 để cải thiện liên lạc giữa các đảo Caribê của Pháp và chống lại các hoạt động cướp biển. Người Anh đã đánh bại một lực lượng hải quân Pháp vào ngày 15 tháng 12 và chiếm được St. Lucia vào ngày 28 tháng 12. Cả hai hạm đội đều nhận được quân tăng viện trong nửa đầu năm 1779, nhưng người Pháp lãnh đạo bởi Comte d'Estaing có ưu thế ở Caribê và bắt đầu chiếm các lãnh thổ của Anh, chiếm St. Vincent vào ngày 18 tháng 6 và Grenada vào ngày 4 tháng 7. Hạm đội Anh của John Byron đã bị đánh bại về mặt chiến thuật vào ngày 6 tháng 7, do truy đuổi d'Estaing từ Grenada, mất mát tồi tệ nhất mà Hải quân Hoàng gia phải hứng chịu kể từ năm 1690. Các cuộc giao tranh của hải quân tiếp tục cho đến ngày 17 tháng 4 năm 1780, khi các hạm đội Anh và Pháp đụng độ ngoài khơi Martinique.
Tướng Bernardo de Gálvez đã huy động một đội quân ở New Orleans và đẩy người Anh ra khỏi Vịnh Mexico. Ông ta chiếm được năm pháo đài của Anh ở Thung lũng Hạ lưu Mississippi và họ đã đẩy lùi một cuộc tấn công của Anh và dân da đỏ tại St. Louis, Missouri và tràn vào được pháo đài St. Joseph của Anh ở Niles, Michigan. Ông nhận được quân tiếp viện từ Cuba, Mexico và Puerto Rico, sau đó chiếm được Mobile và Pensacola, thủ đô của thuộc địa Tây Florida của Anh. Tại Pensacola, Gálvez đã chỉ huy một đội quân đa quốc tịch gồm hơn 7.000 binh sĩ da màu sinh ra ở Tây Ban Nha, Cuba, Mexico, Puerto Rico, Santo Domingo và các thuộc địa khác của Tây Ban Nha như Venezuela.
Ở Trung Mỹ, chi tiêu cho quốc phòng của Guatemala là ưu tiên hàng đầu của Tây Ban Nha. Người Anh dự định chiếm pháo đài chủ chốt của San Fernando de Omoa và đá Tây Ban Nha ra khỏi khu vực. Sau những nỗ lực đầu tiên không thỏa đáng, 1.200 lính Anh do William Dalrymple chỉ huy đến nơi vào ngày 16 tháng 10 và họ đã chiếm được pháo đài vào ngày 20 tháng 10. Tuy nhiên, quân Anh đa số mắc bệnh và buộc phải từ bỏ pháo đài vào ngày 29 tháng 11, và quân đội Tây Ban Nha sau đó đã tái chiếm nó. Năm 1780, thống đốc của Jamaica John Dalling đã lên kế hoạch cho một cuộc viễn chinh chia rẽ hai Tân Tây Ban Nha bằng cách chiếm được Granada, nơi sẽ cho phép họ kiểm soát hoàn toàn sông San Juan. Một đoàn thám hiểm Anh được triển khai vào ngày 3 tháng 2 năm 1780 do John Arlingtonon và Horatio Nelson lãnh đạo. Họ đến Pháo đài San Juan vào ngày 17 tháng 3, công thành và chiếm được nó vào ngày 29 tháng 4. Người Anh lại một lần nữa bị đánh bại bởi dịch bệnh và bị cạn kiệt lương thực do hậu cần kém. 274] Họ rút quân vào ngày 8 tháng 11, đoàn viễn chinh đã phải chịu một thất bại quyết định; They withdrew on November 8, the expedition having suffered a decisive defeat; khoảng 2.500 binh sĩ thiệt mạng, khiến nó trở thành thảm họa tốn kém nhất của Anh trong cuộc chiến.

#### Ấn Độ

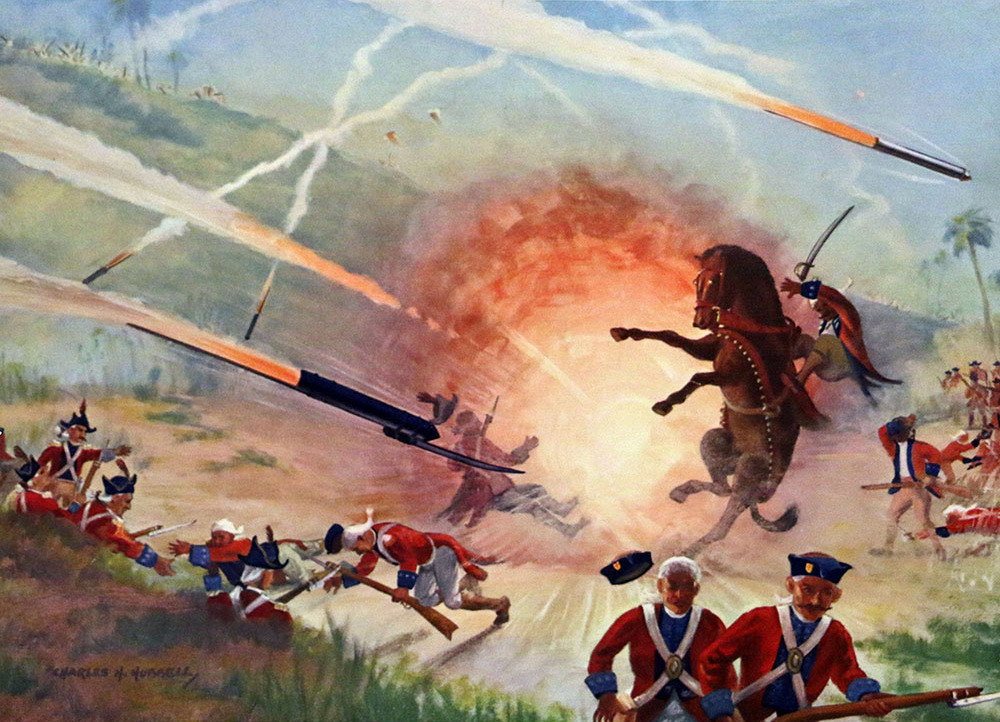
Quân đội của vương quốc Mysore đánh bại Anh tại Pollilur, sử dụng tên lửa bắn phá các toán bộ binh đứng sát nhau

Công ty Đông Ấn Anh đã nhanh chóng chiếm được thuộc địa của Pháp ở Ấn Độ khi họ biết về sự thù địch với Pháp, và chiếm Pond Richry vào ngày 19 tháng 10 năm 1778 sau một cuộc vây hãm kéo dài hai tuần.[279] Công ty quyết tâm đuổi Pháp hoàn toàn ra khỏi Ấn Độ,[280] và chiếm được cảng Malabar của Mahé vào năm 1779[281] nơi các lô hàng vũ khí của Pháp đi qua.
Mahé nằm dưới sự bảo hộ của nhà cai trị Mysore, Hyder Ali (Quốc vương Tipu), và căng thẳng bắt đầu khi người Anh ủng hộ phiến quân Malabar nổi dậy chống lại ông; Hyder Ali xâm chiếm vùng Carnatic vào tháng 7 năm 1780 và vây thành Tellrichry và Arcot. Một lực lượng cứu trợ 7.000 lính Anh[284] dưới quyền William Baille đã bị quốc vương Tipu chặn đánh và tiêu diệt vào ngày 10 tháng 9, chiến bại tồi tệ nhất của quân đội châu Âu tại Ấn Độ vào thời điểm đó.[285]
Ali sau đó đã là mới cuộc bao vây tại Arcot thay vì tiếp tục gây áp lực và thành quả là một chiến thắng quyết định trước quân đội Anh thứ hai tại Madras, họ bắt giữ nơi này vào ngày 3 tháng 11. Sự chậm trễ tuy vậy cho phép Anh tập hợp lại để tiếp tục kháng cự vào năm sau.[286]

### Bế tắc ở miền Bắc (1778–1780)

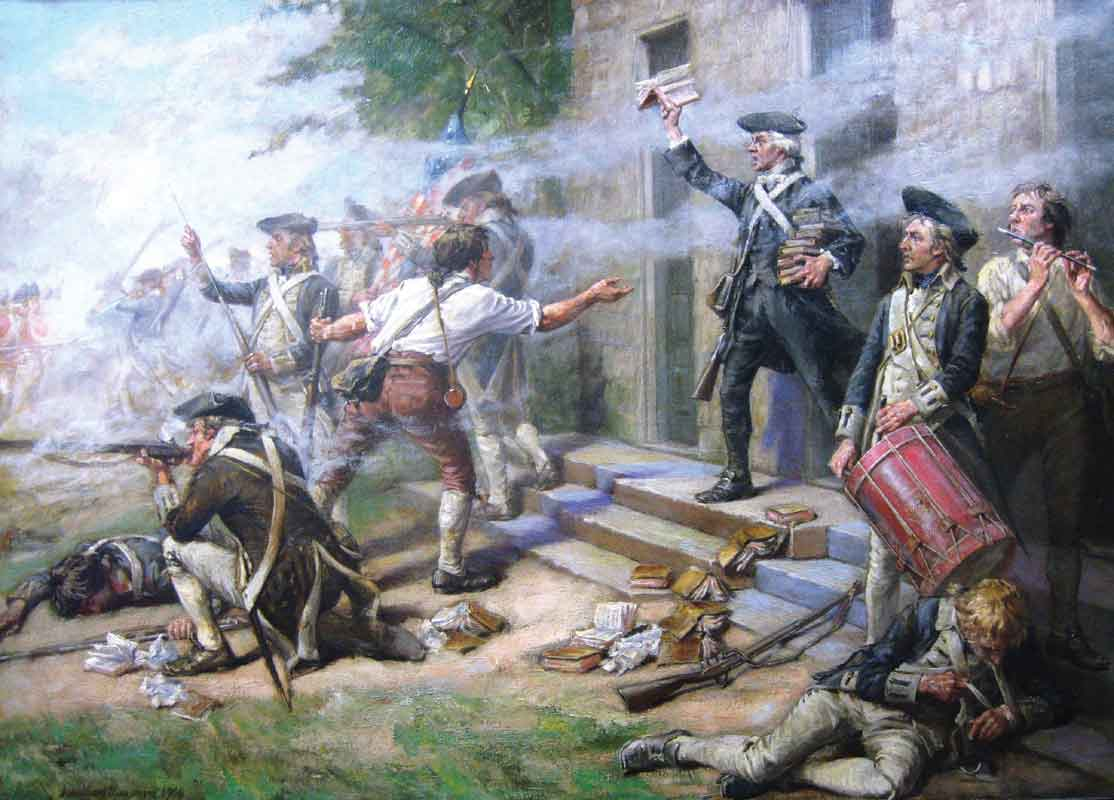
"Give 'em Watts, boys!" – lính Mỹ đẩy lui cuộc tiến công của Wilhelm von Knyphausen tại Springfield

Henry Clinton rút khỏi Philadelphia, củng cố lực lượng ở New York sau thất bại của Anh tại Saratoga và sự gia nhập của Pháp vào cuộc chiến. Đô đốc người Pháp, Comte d'Estaing được phái đến Bắc Mỹ vào tháng 4 năm 1778 để hỗ trợ Washington, và ông đã đến ngay sau khi Clinton rút về New York. Các lực lượng Pháp-Mỹ cảm thấy rằng hệ thống phòng thủ của New York quá ghê gớm đối với hạm đội Pháp, và họ đã chọn tấn công Newport. Nỗ lực này đã được đưa ra vào ngày 29 tháng 8, nhưng cuối cùng thất bại khi người Pháp thu quân và điều này khiến người Mỹ không hài lòng. Cuộc chiến sau đó rơi vào bế tắc, với phần lớn các giao tranh chỉ là những cuộc đột kích lớn, chẳng hạn như tại Chestnut Neck và Cảng Trúng Nhỏ. Vào mùa hè năm 1779, người Mỹ chiếm được các vị trí của Anh tại Stony Point và Paulus Hook.
Vào tháng 7, Clinton không thành công trong việc hỗ trợ Washington đánh trận quyết định bằng cách thực hiện một cuộc đột kích lớn vào Connecticut.[293] Cũng trong tháng đó, một chiến dịch hải quân lớn của Mỹ đã cố gắng chiếm lại Maine, nhưng lại dẫn đến thất bại hải quân tồi tệ nhất trong lịch sử nước Mỹ cho đến trận Trân Châu Cảng năm 1941. Tần suất cao của các cuộc tấn công Iroquois vào người dân địa phương đã buộc Washington phải tiến hành một cuộc viễn chinh trừng phạt phá hủy một số lượng lớn các khu định cư của người Iroquois, nhưng cuối cùng nỗ lực này đã không thể ngăn chặn các cuộc du kích tiếp theo.[295][296] Trong mùa đông năm 1779-80, Quân đội Lục địa chịu nhiều khó khăn hơn tại Thung lũng Forge.[297] Tinh thần sa sút; sự ủng hộ của nhân dân đã bị xói mòn bởi cuộc chiến dài; đồng tiền quốc gia hầu như không còn giá trị; quân đội thì lo lắng về vấn đề tiếp tế; đào ngũ trở nên phổ biến; và nhiều trung đoàn bộ binh nổi loạn trong tình trạng này vào đầu năm 1780.[298]

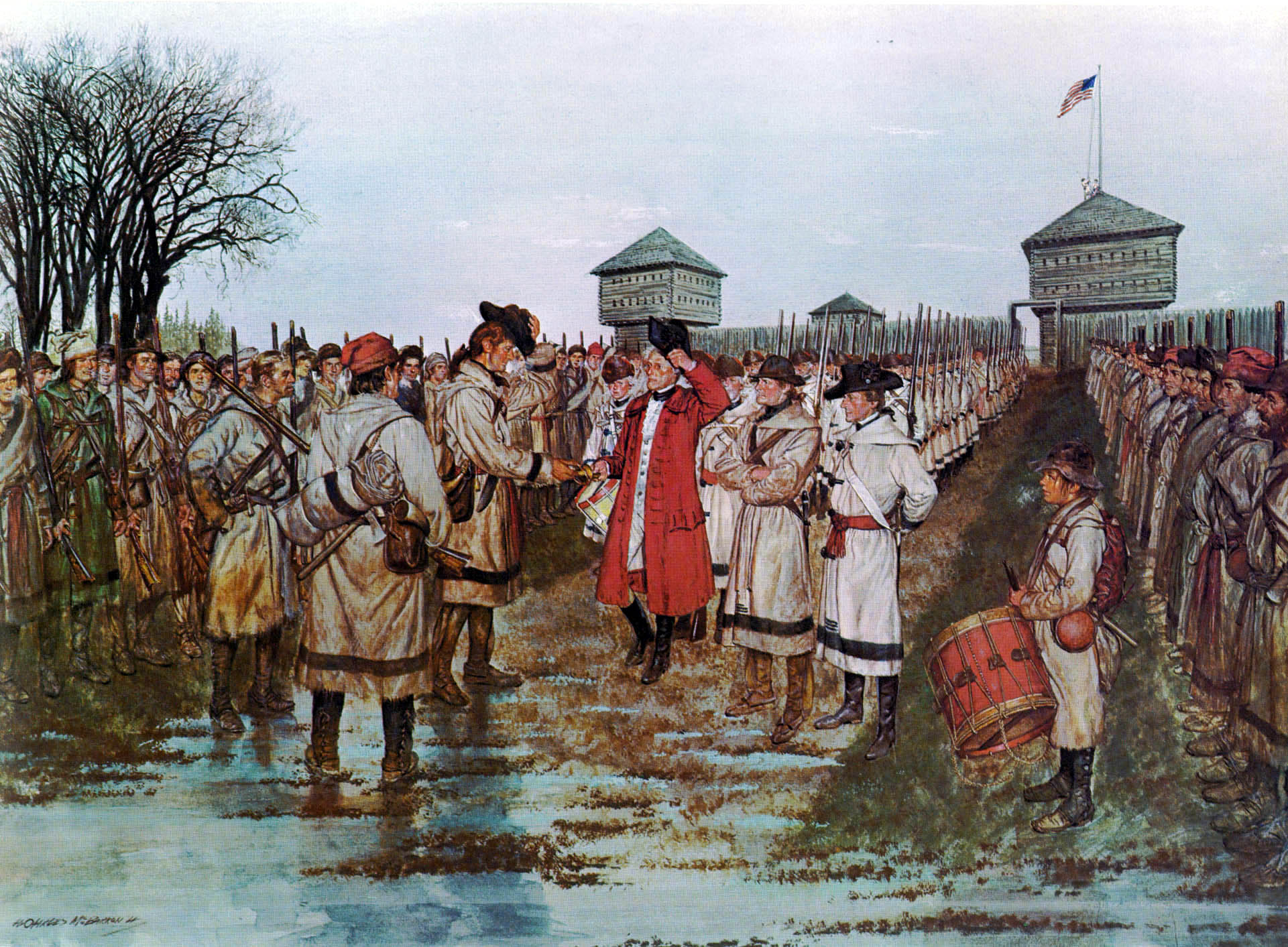
Hamilton chịu hàng ở Vincennes, ngày 29, tháng 2, 1779

Năm 1780, Clinton phát động một cuộc tái chiếm New Jersey. Vào ngày 7 tháng 6, 6.000 lính bắt đầu xâm chiếm dưới quyền của tướng Hessian, ông Wilhelm von Knyphausen, nhưng họ gặp phải kháng cự quyết liệt từ lực lượng dân quân địa phương. Người Anh vẫn nắm giữ khu này, nhưng Knyphausen lo sợ một cuộc giao chiến trực diện với quân đội chính của Washington nên rút lui.[299] Knyphausen và Clinton thực hiện một cuộc tái chiếm lần hai hai tuần sau đó nhưng đã bị đánh bại một cách rõ ràng tại Springfield, chấm dứt tham vọng của Anh ở New Jersey.[300] Trong khi đó, tướng Benedict Arnold của Mỹ phản bội và tham gia với người Anh, ông ta âm mưu giao nộp pháo đài chủ chốt của Mỹ ở West Point cho kẻ thù.[301] Mưu đồ bị lộ khi bậc thầy gián điệp người Anh John André bị bắt, vì vậy Arnold tháo chạy sang hàng ngũ của Anh ở New York. Ông ta cố gắng biện minh cho hành động phản trắc bằng cách kêu gọi dư luận Trung thành, nhưng những người Yêu nước lên án anh ta là một kẻ hèn nhát và kẻ phản bội.[302]
Cuộc chiến ở phía tây của dãy Appalachia phần lớn bị giới hạn trong các cuộc giao tranh nhỏ và đột kích. Một đoàn viễn chinh dân quân đã bị tạm hoãn do thời tiết xấu vào tháng 2 năm 1778, nhiệm vụ của họ là phá hủy các quân nhu của Anh tại các khu định cư dọc theo sông Cuyahoga.[303] Cuối năm đó, một chiến dịch thứ hai đã được thực thi để chiếm Quốc gia Illinois từ tay Anh. Người Mỹ chiếm được Kaskaskia vào ngày 4 tháng 7 và sau đó bình định được Vincennes, mặc dù Vincennes đã bị Henry Hamilton, chỉ huy người Anh tại Detroit chiếm lại. Đầu năm 1779, người Mỹ đã phản công với một cuộc tuần hành mùa đông bất ngờ, người Anh đầu hàng tại Vincennes, và họ còn bắt được Hamilton.[304][304]
Vào ngày 25 tháng 5 năm 1780, người Anh đã phát động một cuộc viễn chinh đến Kentucky là một phần của kế hoạch thanh tẩy quân nổi dậy từ Quebec đến bờ biển vùng Vịnh. Đoàn viễn chinh không quá thành công và hàng trăm người định cư đã bị giết hoặc bị bắt.[306] Người Mỹ đáp trả bằng một đòn tấn công quy mô lớn dọc theo sông Mad vào tháng 8, đạt được một số thành công, nhưng không làm giảm bớt các cuộc tấn công của người bản địa ở biên giới.[307] Dân quân Pháp cố gắng chiếm lấy Detroit, nhưng nó đã kết thúc trong thảm họa khi người da đỏ Miami phục kích và đánh bại quân đội tập hợp vào ngày 5 tháng 11[308] Cuộc chiến ở phía tây trở nên bế tắc; Người Mỹ không có binh lực để đồng thời đánh bại các bộ lạc da đỏ thù địch và chiếm đất của họ.[309]

### Chiến tranh ở miền Nam (1778–1781)

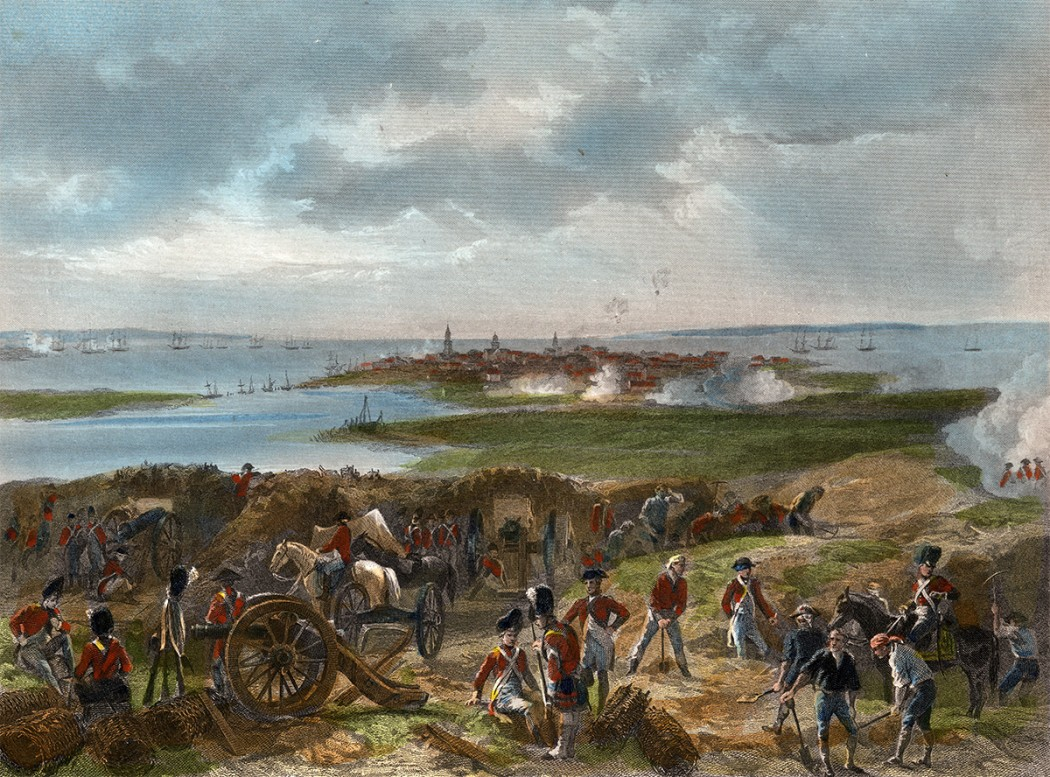
Lính Anh vây hãm Charleston năm 1780, bởi Alonzo Chappel

Người Anh chuyển sự chú ý sang miền Nam vào năm 1778, sau khi những người Trung quân ở London đảm bảo cho họ một căn cứ quân sự vững chắc ở đó. Chiến dịch ở miền Nam cũng có lợi thế hơn ở chỗ; nó cho phép Hải quân Hoàng gia tiễn vào biển Caribê nếu cần thiết nhằm bảo vệ các thuộc địa chiến lược trước hạm đội Pháp-Tây Ban Nha. Ngày 29 tháng 12 năm 1778, một quân đoàn viễn chinh từ New York chiếm được Savannah, sau đó di chuyển vào sâu trong lục địa để chiêu mộ thêm lính. Họ thu được một kết quả đầy hứa hẹn vào đầu năm 1779, nhưng ngay sau đó, một đội quân của phái Trung thành bị đánh bại tại trận Kellow Creek vào ngày 14 tháng 2 và họ nhận ra sự lệ thuộc vào người Anh. Tuy nhiên, người Anh đã đánh bại các lực lượng dân quân Ái quốc tại trận Brier Creek vào ngày 3 tháng 3, và sau đó tiến hành một cuộc càn quét ở Charleston, Nam Carolina. Chiến dịch này trở nên nổi tiếng do mức độ cướp bóc cao của quân Anh, làm phẫn nộ cả hai phái trung thành lẫn yêu nước.
Vào tháng 10, liên quân Pháp-Mỹ thất bại trong chiến dịch tái chiếm Savannah. Tháng 5 năm 1780, Henry Clinton chiếm Charleston, bắt giữ 5.000 tù binh và tiêu diệt hầu hết Lục quân Lục địa ở miền nam. Cuộc kháng chiến có thể thống của người Mỹ ở miền nam sụp đổ khi Banastre Tarleton đánh bại quân Mỹ đang tháo chạy tại Waxhaws vào ngày 29 tháng 5.
Quốc hội bổ nhiệm Horatio Gates, người làm nên chiến thắng tại Saratoga, để lãnh đạo quân khởi nghĩa ở miền nam. Ông đã phải chịu một thất bại lớn tại Camden vào ngày 16 tháng 8 năm 1780, tạo bàn đạp cho Cornwallis xâm chiếm Bắc Carolina. Quân Anh nỗ lực bình định vùng nông thôn, nhưng dân quân Ái quốc vẫn ngoan cố kháng cự, vì vậy Cornwallis đã phái quân đội đi chiêu mộ nhân lực của phái Trung thành để củng cố sườn trái trong lúc ông đưa quân lên bắc. Sườn trái của quân đội Cornwallis gần như bị chọc thủng vào ngày 7 tháng 10, ngăn cản sự hỗ trợ của phái Trung thành ở Carolinas. Cornwallis sau đó hoãn lại bước tiến công và rút quân về Nam Carolina. Tạm thời, Washington thay thế Gates bằng sĩ quan cấp dưới đáng tin cậy của ông, Nathanael Greene.
Greene không thể đối mặt trực tiếp với người Anh, vì vậy ông đã phái một lực lượng dưới quyền Daniel Morgan để lấy thêm quân. Morgan sau đó đã đánh bại Quân đoàn Anh dưới quyền trung tá Tarleton vào ngày 17 tháng 1 năm 1781 tại Cowpens. Cornwallis bị chỉ trích vì đã tách một phần đông quân số đi riêng mà không có yểm trợ, nhưng dù gì thì quân Anh cũng tiến được vào Bắc Carolina mặc dù nhận chiến bại, tin rằng họ sẽ có được hỗ trợ từ phái Trung thành ở đó. Greene không muốn đánh Cornwallis trực diện, thay vào đó, ông áp dụng chiến lược chiến tranh tiêu hao nhằm làm suy yếu quân đội của Cornwallis một cách từ từ.
Đến tháng 3, quân của Greene đã đủ sức để chọi với quân của Cornwallis. Hai đội quân gặp nhau tại Tòa án Guilford vào ngày 15 tháng 3; Greene bại trận, nhưng quân đội của Cornwallis chịu thương vong khổng lồ. Hơn nữa, những người Trung quân tham gia vào trân đánh ít hơn nhiều so với người Anh dự kiến. Thương vong của Cornwallis lớn đến nỗi ông buộc phải rút về Wilmington để tăng viện, phe Ái quốc nắm được quyền kiểm soát nội địa Carolinas và Georgia.
Greene tiếp đó lấy lại được miền Nam. Quân đội Mỹ đã phải chịu một trận lật ngược tình thế tại đồi Hobkirk vào ngày 25 tháng 4; dù vậy, họ vẫn tiếp tục đánh bật các vị trí chiến lược của Anh trong khu vực, chiếm được Pháo đài Watson và Pháo đài Motte. Augusta là tiền đồn lớn cuối cùng của Anh ở miền Nam bên ngoài Charleston và Savannah, người Mỹ đã đánh chiếm được nó vào ngày 6 tháng 6. Một lực lượng Anh đã đụng độ với quân đội Mỹ tại Eutaw Springs vào ngày 8 tháng 9 trong nỗ lực cuối cùng để ngăn chặn Greene, nhưng Anh thua nặng và phải chạy về Charleston. Các cuộc giao tranh nhỏ vẫn tiếp diễn ở Carolinas cho đến khi chiến tranh kết thúc, và quân đội Anh bị cầm chân tại Charleston và Savannah trong phần còn lại của cuộc chiến.

### Anh bị đánh bại tại Mỹ (1781)

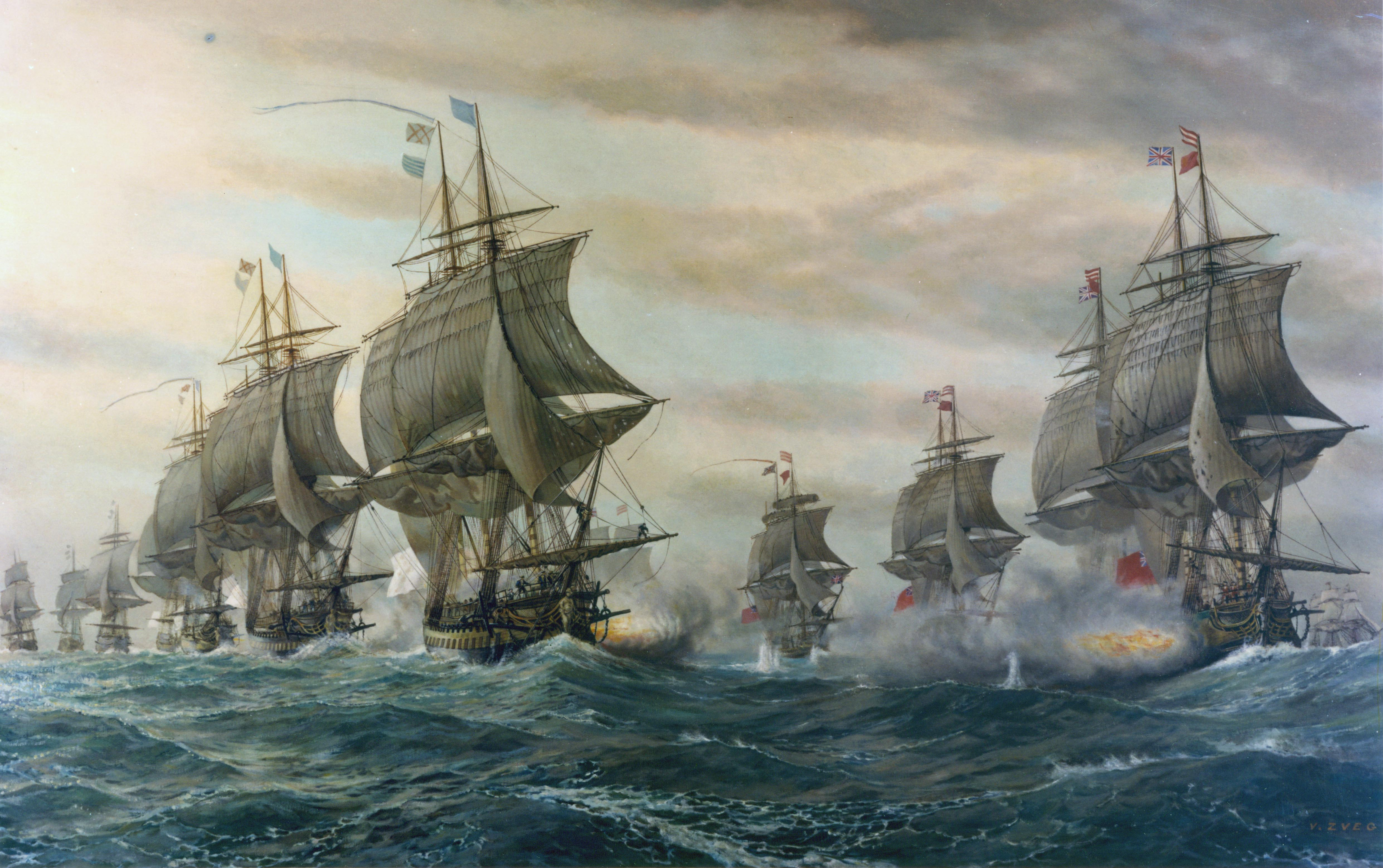
Hải quân Pháp (trái) và Anh (phải) đấu pháo trong Trận Chesapeake

Cornwallis phát hiện ra rằng phần lớn tiếp tế của Mỹ ở Carolinas phải đi qua Virginia, và ông đã viết thư cho Hầu tước Germain và Clinton thảo luận về phương án tác chiến. Cornwallis tin rằng một chiến dịch thành công ở đây sẽ làm suy yếu Greene và khiến quân kháng chiến Mỹ ở miền Nam sụp đổ. Clinton phản đối kế hoạch này gay gắt, ủng hộ một chiến dịch xa hơn về phía bắc tại Vịnh Chesapeake. Hầu tước Germain phê duyệt kế hoạch Cornwallis và làm bơ quyết định của Clinton, mặc dù Clinton là cấp trên của Cornwallis, Cornwallis tiến quân đến Virginia mà không thông báo cho Clinton. Đáng chú ý là tướng Clinton đã thất bại trong việc đưa ra một chiến lược mạch lạc vào năm 1781 cho người Anh, do mối quan hệ khó khăn của ông với người đồng cấp hải quân là Americot Arbuthnot.
Sau các chiến dịch thảm họa ở Newport và Savannah, các nhà quân sự Pháp nhận ra rằng cần phải hợp tác chặt chẽ hơn với người Mỹ để đạt được thành công. Hạm đội Pháp do Comte de Grasse chỉ huy đã nhận được sắc lệnh tùy ý từ Paris để hỗ trợ các chiến dịch chung ở phía bắc nếu cần hỗ trợ hải quân. Washington và Comte de Rochambeau đã thảo luận về các phương án tấn công. Washington muốn đánh vào New York, còn Rochambeau lại muốn chiếm Virginia, nơi phòng tuyến của Anh kém vững chắc hơn và do đó dễ dàng bị đánh bại hơn. Các phong trào Pháp-Mỹ quanh New York đã khiến Clinton cực kỳ lo lắng, ông dè chừng trước một cuộc đột kích vào thành phố. Những chỉ dẫn của Clinton cho Cornwallis trong thời gian này rất mơ hồ, hiếm khi rõ ràng. Clinton đã gửi chỉ thị cho Cornwallis thành lập một căn cứ hải quân kiên cố và đưa quân ra bắc để cố thủ New York. Cornwallis thiết lập một pháo đài ở Yorktown và chờ đợi Hải quân Hoàng gia.

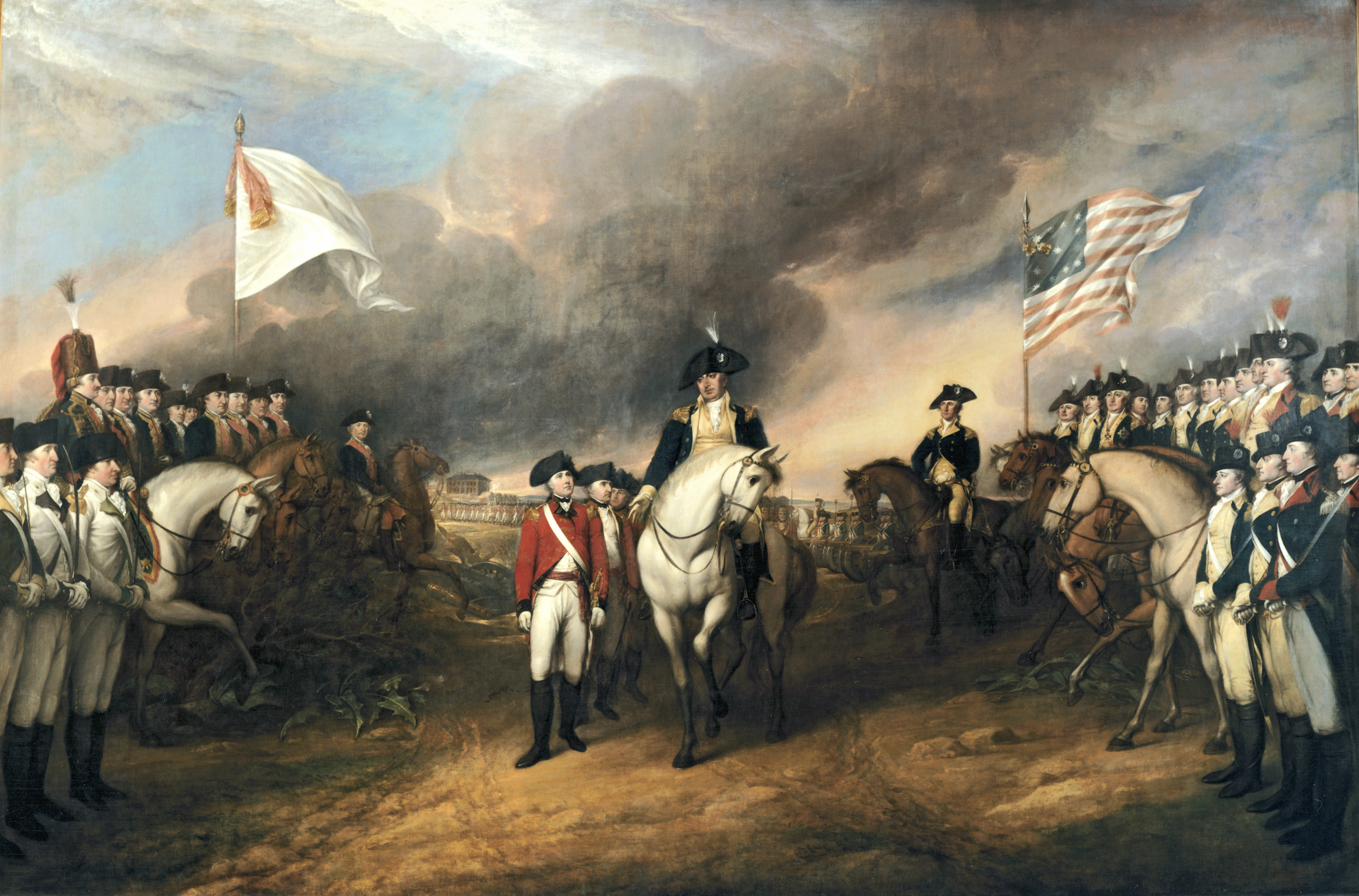
Sự đầu hàng của Cornwallis tại Yorktown bởi John Trumbull, 1797

Washington vẫn ủng hộ một cuộc tấn công vào New York, nhưng ông đã chấp thuận kế hoạch của Pháp khi họ phái hạm đội Hải quân đến mục tiêu được chọn là Yorktown. Vào tháng 8, Pháp-Mỹ hội quân và tiến về miền nam để phối hợp với de Grasse đối đầu Cornwallis. Người Anh thiếu nguồn lực hải quân để chống Pháp một cách hiệu quả, nhưng họ đã phái một hạm đội dưới quyền Thomas Graves hỗ trợ cho Cornwallis và nỗ lực giành quyền thống trị bờ biển. Vào ngày 5 tháng 9, hạm đội Pháp đánh bại Graves, Pháp có được toàn quyền kiểm soát vùng biển quanh Yorktown và cắt đứt tuyến vận lương hàng hải của Cornwallis. Bất chấp sự thúc giục liên tục của cấp dưới, Cornwallis không nỗ lực giải vây hay giao chiến với Pháp-Mỹ trước khi họ thành lập các tuyến công thành, vẫn hy vọng rằng quân tăng viện sẽ đến từ New York. Quân đội Pháp-Mỹ bao vây Yorktown ngày 28 tháng 9.[344] Cornwallis hạ lệnh từ bỏ các tuyến cố thủ ngoại vi, những nơi quân Mỹ chiếm đóng ngay sau đó - hành động này đã càng đẩy nhanh đến thất bại của Cornwallis sau đó. Người Anh thất bại trong nỗ lực phá vây qua sông tại cứ điểm Gloucester do một cơn bão ập đến. Pháo kích của Liên minh ngày càng rát và sức quân Anh đã hao kiệt; Cornwallis chấp nhận rằng tình hình không thể cứu vãn và thương lượng đầu hàng vào ngày 17 tháng 10 năm 1781, khiến 7.685 binh sĩ bị bắt. Cùng ngày, 6.000 quân dưới quyền Clinton mới rời New York, đi thuyền đến để giải thoát Yorktown.

### Những năm cuối cuộc chiến (1781–1783)

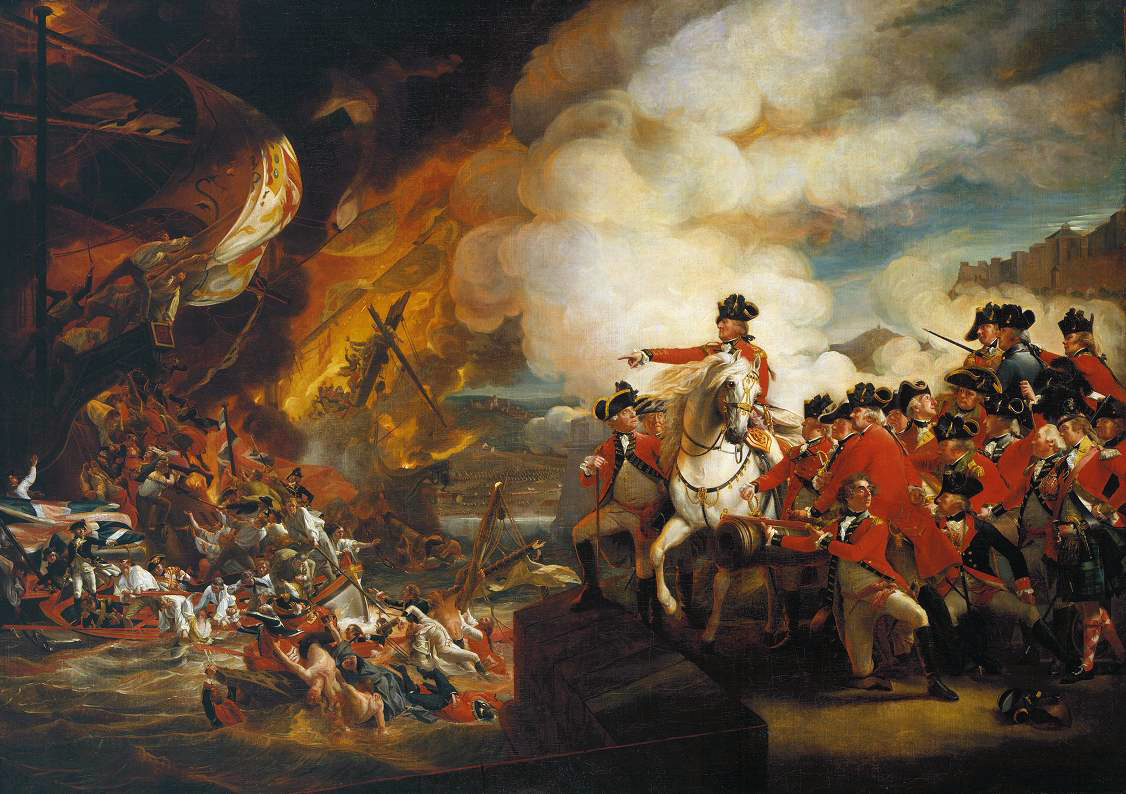
Chiến bại của các Dàn Pháo Nổi tại Gibraltar, ngày 13, tháng 12, 1782, bởi John Singleton Copley

#### Châu Âu
Sau sự thù địch với người Hà Lan bắt đầu vào cuối năm 1780, Anh đã nhanh chóng điều quân, thực thi biện pháp phong tỏa trên Biển Bắc. Trong vòng vài tuần, người Anh đã bắt được 200 thương nhân người Hà Lan và hơn 300 người đã ẩn náu ở các cảng nước ngoài, dù vậy bất ổn chính trị trong nền Cộng hòa và các cuộc đàm phán hòa bình của cả hai bên đã giúp giảm thiểu xung đột. Phần lớn công chúng Hà Lan ủng hộ một liên minh quân sự với Pháp chống lại Anh; tuy nhiên, Stadtholder của Hà Lan đã không tán thành tư tưởng này, hi vọng sẽ bảo đảm một nền hòa bình sớm.> Để khôi phục nền thương suy thoái một đội tàu Hà Lan dưới trướng Johan Zoutman đã hộ tống một hạm đội gồm 70 thương gia từ Texel. Các tàu của Zoutman đã bị Ngài Hyde Parker chặn lại, và nổ thành trận Zoutman tại Dogger Bank vào ngày 5 tháng 8 năm 1781. Mặc dù cuộc đụng độ không có kết quả về mặt chiến thuật, hạm đội Hà Lan không dám rời bến một lần nữa trong chiến tranh, và đội tàu buôn của họ bị tê liệt hoàn toàn.
Vào ngày 6 tháng 1 năm 1781, một nỗ lực của Pháp nhằm chiếm Jersey để bắt các tàu tư nhân Anh thất bại.[360] Mệt mỏi vì thất bại ở Gibraltar, một lực lượng Pháp-Tây Ban Nha gồm 14.000 người của Duc de Mahon xâm lược Minorca vào ngày 19 tháng 8. Sau một cuộc bao vây St. Philip, quân đồn trú của Anh dưới quyền James Murray đã đầu hàng vào ngày 5 tháng 2 năm 1782,[361] đảm bảo mục tiêu chính trị chính của người Tây Ban Nha.[362] Tại Gibraltar, một cuộc tấn công lớn của Pháp-Tây Ban Nha vào ngày 13 tháng 9 năm 1782 đã bị đẩy lùi với tổn thất nặng nề.[363] Vào ngày 20 tháng 10 năm 1782, sau khi tiếp tế thành công Gibraltar, các tàu của Anh chỉ huy bởi Richard Howe hạ gục hạm đội Pháp-Tây Ban Nha của Luis de Córdova, kết thúc sự thống trị của Córdova trên biển.[364][365] Vào ngày 7 tháng 2 năm 1783, sau 1.322[366] ngày bị bao vây, quân đội Pháp-Tây Ban Nha đã rút lui, một thất bại quyết định.[367][368]

#### Châu Mỹ

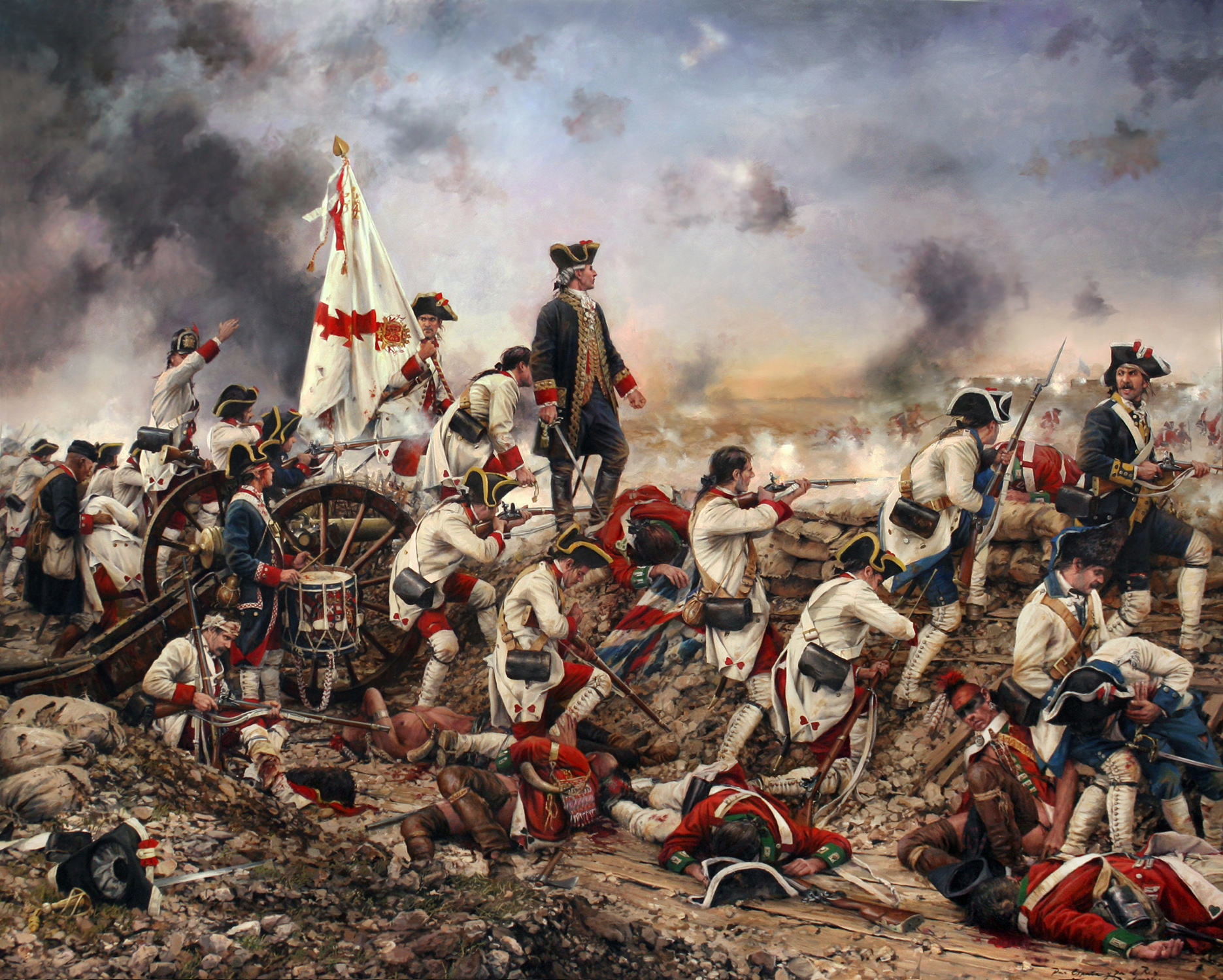
Quân đội Tây Ban Nha do Bernardo de Gálvez chỉ huy trong trận chiến tại Pensacola. Tranh sơn dầu, Augusto Ferrer-Dalmau, 2015.

Sint Eustatius, một cảng tiếp tế chủ chốt cho phái Yêu nước, đã bị lực lượng Anh cướp phá dưới quyền George Rodney vào ngày 3 tháng 2 năm 1781, người đã vơ vét của cải của hòn đảo.[369] Rất ít chiến dịch được tiến hành để chống lại người Hà Lan, tuy nhiên một số thuộc địa của Hà Lan đã bị người Anh chiếm giữ vào năm 1781.[370]
Sau sự sụp đổ của pháo đài Anh tại Mobile dưới tay quân đội Tây Ban Nha của Bernardo de Gálvez, nỗ lực đánh chiếm Pensacola bị cản trở do một cơn bão. Lấy dũng khí từ thất bại của người Tây Ban Nha, John Campbell, chỉ huy người Anh tại Pensacola, quyết định chiếm lại Mobile.[371] Lực lượng viễn chinh của Campbell gồm khoảng 700 người đã bị đánh bại vào ngày 7 tháng 1 năm 1781.[372] Sau khi hợp quân tại Havana, Gálvez lên đường tiến đến Pensacola vào ngày 13 tháng 2.[373] Đến ngày 9 tháng 3, các hoạt động bao vây không bắt đầu cho đến ngày 24 tháng 3, do khó khăn trong việc đưa tàu lớn vào vịnh.[374] Sau một cuộc vây hãm kéo dài 45 ngày, Gálvez đánh bật quân đồn trú Anh, tạo bàn đạp cho cuộc chinh phạt Tây Florida.[375] Vào tháng 5, quân đội Tây Ban Nha đã chiếm được quần đảo Bahamas,[376] mặc dù người Anh đã tái chiếm quần đảo mà không rơi một giọt máu vào năm sau ngày 18 tháng 4. [377]
Ở Tây Ấn, vào ngày 29 tháng 4 năm 1781, một đội của Hải quân Hoàng gia dưới quyền Samuel Hood bị Pháp đánh bại trong gang tấc, do Comte de Grasse lãnh đạo,[378] người đã tiếp tục chiếm giữ các lãnh thổ của Anh: Tobago rơi vào tay Pháp ngày 2 tháng 6;[379] lãnh thổ Demerara and Essequibo thất thủ vào ngày 22 tháng 1 năm 1782;[380] St. Kitts và Nevis vào ngày 12 tháng 2,[38] chiến thắng của hải quân Anh vào ngày 25 tháng 1 không có tác động đáng kể nào;[382] và Montserrat vào ngày 22 tháng 2.[383]

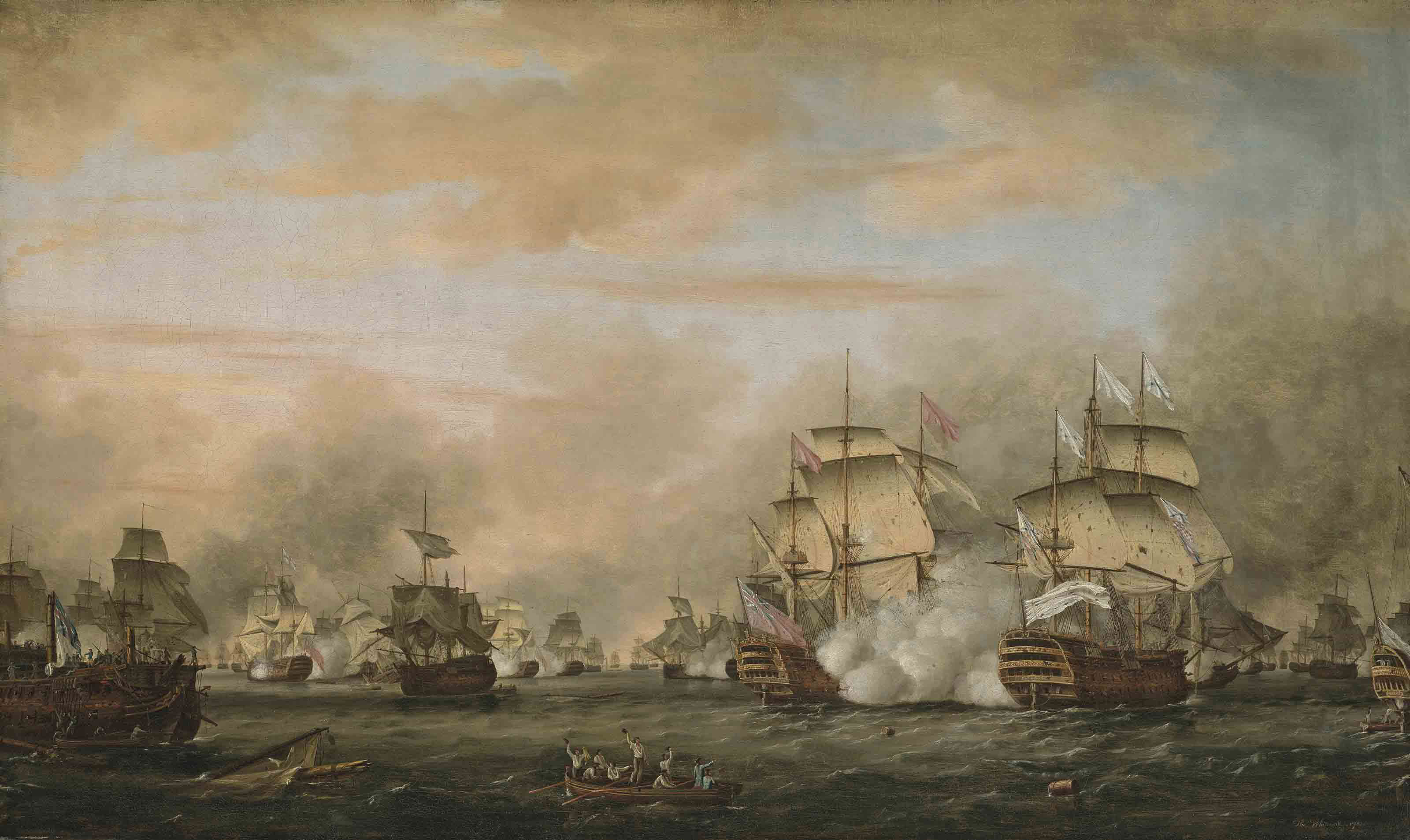
Trận Dominica, 12 tháng 4 năm 1782 - Đô đốc George Rodney đánh bại Comte De Grasse ở Tây Ấn. Tranh sơn dầu của Thomas Whitcombe

Năm 1782, mục tiêu chiến lược chính của Pháp và Tây Ban Nha là đánh chiếm Jamaica,[384] nơi xuất khẩu đường có giá trị đối với người Anh hơn cả nền sản xuất của Mười ba thuộc địa cộng lại.[385][386] Vào ngày 7 tháng 4 năm 1782, de Grasse rời Martinique để hợp quân với liên quân Pháp-Tây Ban Nha tại Saint Sebastue và xâm chiếm Jamaica từ phía bắc.[387] Người Anh dẫn đầu bởi Hood và George Rodney đã truy đuổi và đánh đuổi quân Pháp khỏi Dominica khoảng giữa hai ngày 9-12 tháng 4.[388][389] Kế hoạch chinh phục Jamaica của Tây Ban Nha bị hủy hoại,[390] và cán cân sức mạnh hải quân ở vùng biển Caribê giờ nghiêng về phía Hải quân Hoàng gia.[391]
Tại Guatemala, Matías de Gálvez lãnh đạo quân đội Tây Ban Nha trong nỗ lực đánh bật các khu định cư của Anh dọc theo Vịnh Honduras.[392] Gálvez bắt Roatán vào ngày 16 tháng 3 năm 1782, và sau đó nhanh chóng chiếm lấy Sông Đen.[393] Sau chiến thắng hải quân quyết định tại Saintes,[394] Archibald Campbell, thống đốc Hoàng gia Jamaica, đã ủy quyền cho Edward Despard tái chiếm Sông Đen,[395] mà ông đã thành công vào ngày 22 tháng 8.[396] Tuy nhiên, với các cuộc đàm phán hòa bình được mở ra và các nguồn lực Pháp-Tây Ban Nha tập trung vào cuộc vây hãm Gibraltar, không có hoạt động quân sự nào nữa diễn ra ở đây.[396]

#### Ấn Độ
Sau khi Hà Lan tham gia vào cuộc xung đột, quân đội của Công ty Đông Ấn của Hector Munro đã chiếm được cảng Negapatam của Hà Lan sau một cuộc bao vây kéo dài ba tuần vào ngày 11 tháng 10 năm 1781.[397] Ngay sau đó, Đô đốc Anh Edward Hughes đã chiếm được Trincomalee sau một cuộc đụng độ ngắn vào ngày 11 tháng 1 năm 1782. [398]
Vào tháng 3 năm 1781, Đô đốc Pháp Bailli de Suffren được phái đến Ấn Độ để hỗ trợ mặt trận thuộc địa. Suffren đến bờ biển Ấn Độ vào tháng 2 năm 1782, nơi ông chạm mặt với một hạm đội Anh dưới quyền Hughes, giành chiến thắng chiến thuật suýt soát.[399] Sau khi cập bờ tại Porto Novo để hỗ trợ nghĩa quân Mysore, hạm đội của Suffren đã đụng độ với Hughes một lần nữa tại Providien vào ngày 12 tháng 4. Không phân thắng bại, mặc dù hạm đội của Hughes thê thảm hơn trước,[400] và ông buọc phải rút về cảng Trincomalee do Anh nắm giữ. Hyder Ali mong muốn người Pháp chiếm được Negapatam để thiết lập sự thống trị của hải quân, và nhiệm vụ này là trách nhiệm của Suffren. Hạm đội của Suffren lại đụng độ với Hughes một lần nữa ngoài khơi Negapatam vào ngày 6 tháng 7.[401] Suffren rút về Cuddalore, bị đánh bại một cách chiến lược và người Anh vẫn nắm quyền kiểm soát Negapatam.[404][403] Có ý định tìm một cảng phù hợp hơn Cuddalore, Suffren đã lấy được Trincomalee vào ngày 1 tháng 9 và chiến thắng Hughes hai ngày sau đó.[404]

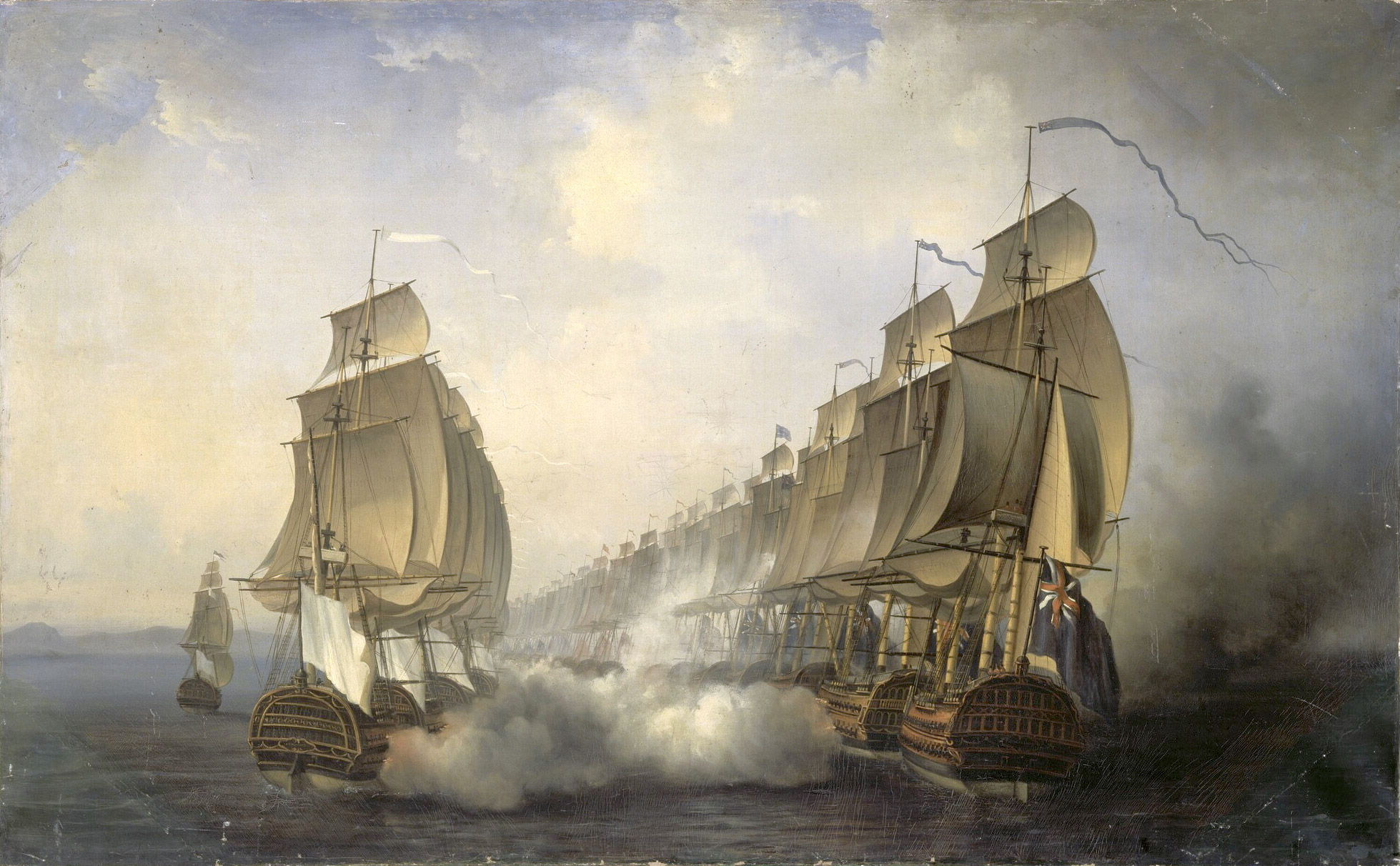
Hạm đội Anh (phải) và Pháp (trái), với soái hạm Cléopâtre của Đô đốc Suffren phía xa bên trái, đấu pháo tại Cuddalore, bởi Auguste Jugelet, 1836.

Trong khi đó, quân đội của Ali lỏng lẻo phong tỏa Vellore tranh thủ lúc Công ty Đông Ấn đang tập hợp lại.[405] Các đội quân của đại đội dưới quyền Ngài Eyre Coote lãnh đạo một cuộc phản công, đánh bại Ali tại Porto Novo vào ngày 1 tháng 7 năm 1781,[406] Pollilur vào ngày 27 tháng 8,[407] và Sholinghur vào ngày 27 tháng 9, đẩy quân đội Mysore khỏi Carnatic.[408][409] Vào ngày 18 tháng 2 năm 1782, Tipu Sultan đã đánh bại John Braithwaite gần Tanjore, bắt giữ toàn bộ tù nhân tổng cộng là 1.800 quân của họ.[410] Chiến tranh, đến thời điểm này, đi đến bế tắc. 411] Vào ngày 7 tháng 12 năm 1782, Hyder Ali qua đời,[412] và quyền cai trị của Mysore được truyền lại cho con trai ông, Tipu Sultan. [413]
Quốc vương tiến dọc theo bờ biển phía tây, vây hãm Mangalore vào ngày 20 tháng 5 năm 1783.[414] Trong khi đó, ở bờ biển phía đông, một đội quân dưới quyền James Stuart đã bao vây cảng Cuddalore do Pháp nắm giữ vào ngày 9 tháng 6 năm 1783.[415] Vào ngày 20 tháng 6, sự hỗ trợ của hải quân Anh cho cuộc bao vây đã bị vô hiệu hóa khi Suffren đánh bại hạm đội của Hughes đá họ ra khỏi Cuddalore,[416] và mặc dù chiến thắng hẹp, nó đã cho Suffren cơ hội tiếp quản các lãnh thổ của Anh ở Ấn Độ.[417] Vào ngày 25 tháng 6, quân bảo vệ Pháp-Mysorean đã thực hiện nhiều cuộc tấn công chống lại các hàng ngũ của Anh, mặc dù tất cả đều thất bại. Vào ngày 30 tháng 6, tin tức về một nền hòa bình sơ bộ giữa các cường quốc hiếu chiến được lan truyền, và cuộc bao vây đã kết thúc khi người Pháp từ bỏ cuộc bao vây.[418] Mangalore vẫn bị công phá và chịu hàng vị vua vào ngày 30 tháng 1 năm 1784.[419] Các cuộc xung đột nhỏ có diễn ra sau đó, nhưng Mysore và Anh đã làm hòa vào ngày 11 tháng 3.[410]

## Phân tích quân sự

### Đế quốc Anh

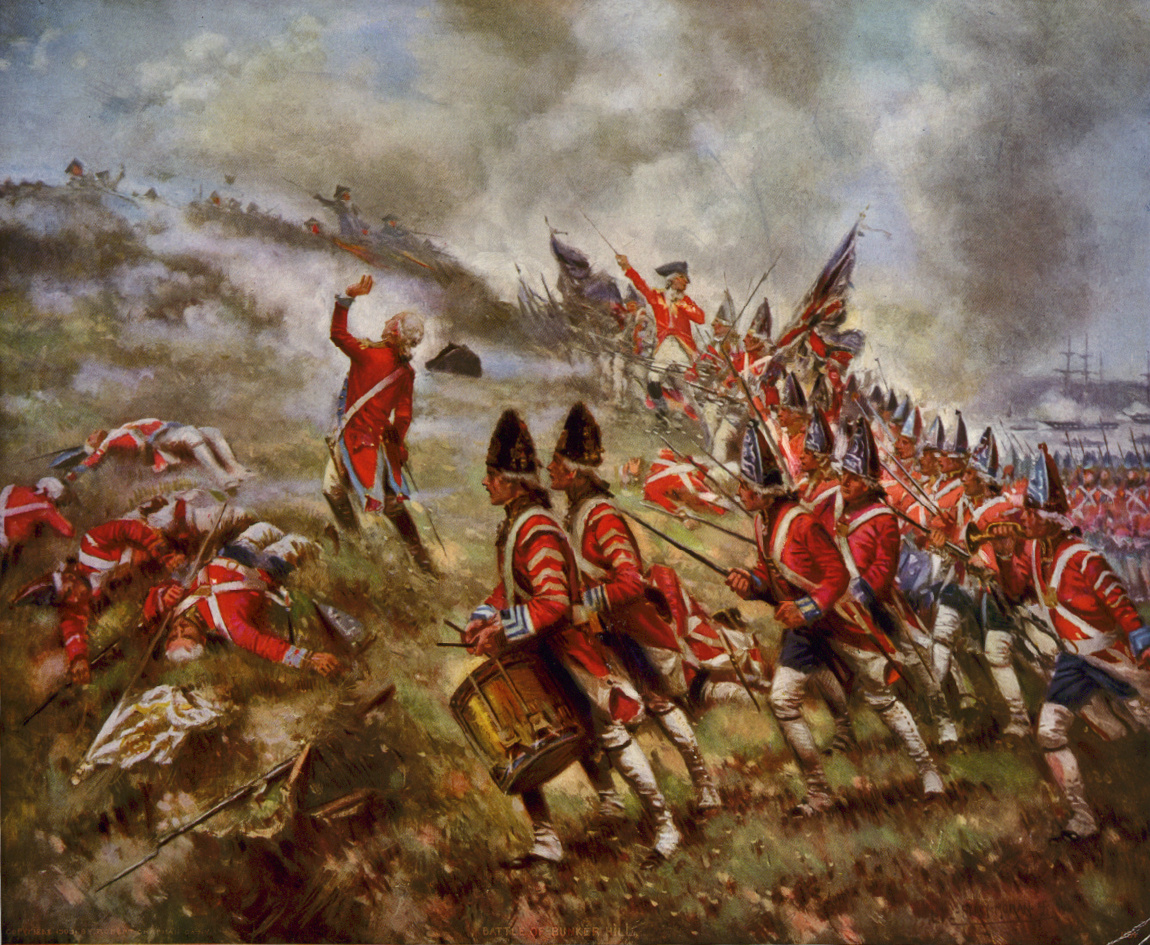
Lính áo đỏ tham chiến tại trận Đồi Bunker năm 1775

Dân số của Vương quốc Anh và Ireland vào năm 1780 là khoảng 12,6 triệu người, trong khi Mười ba thuộc địa có dân số khoảng 2,8 triệu người, bao gồm khoảng 500.000 nô lệ. Trên lý thuyết, Anh có lợi thế, tuy nhiên, nhiều yếu tố đã ngăn cản việc duy trì một đội quân lớn.

#### Lực lượng vũ trang

##### Lính chiêu mộ
Năm 1775, Quân đội Anh thường trực, không bao gồm dân quân, có khoảng 45.123 lính trên toàn thế giới, gồm 38.254 lính bộ binh và 6.869 kỵ binh. Quân đội có khoảng mười tám trung đoàn bộ binh, khoảng 8.500 người, đóng quân ở Bắc Mỹ.[466] Đội quân thường trực đã đóng vai trò quan trọng trong cuộc thanh trừng Nghị viện Dài năm 1648,[46] duy trì chế độ độc tài quân sự dưới thời Oliver Cromwell,[468] và lật đổ vua James II của Anh,[469] và do vậy, quân đội Anh được giữ thật nhỏ trong thời bình để ngăn chặn sự lạm quyền của nhà vua.[129][470] Mặc dù vậy, quân đội thế kỷ 18 không phải là khách chơi nhà, và bị báo chí lẫn công chúng của Tân Thế Giới và Cựu Thế giới khinh miệt và coi thường như kẻ thù của tự do. Một câu châm ngôn nổi tiếng trong Hải quân; "Một người gây rối trước một người bạn tàu, một người bạn tàu trước một người lạ, một người lạ trước một con chó, một con chó trước một người lính".

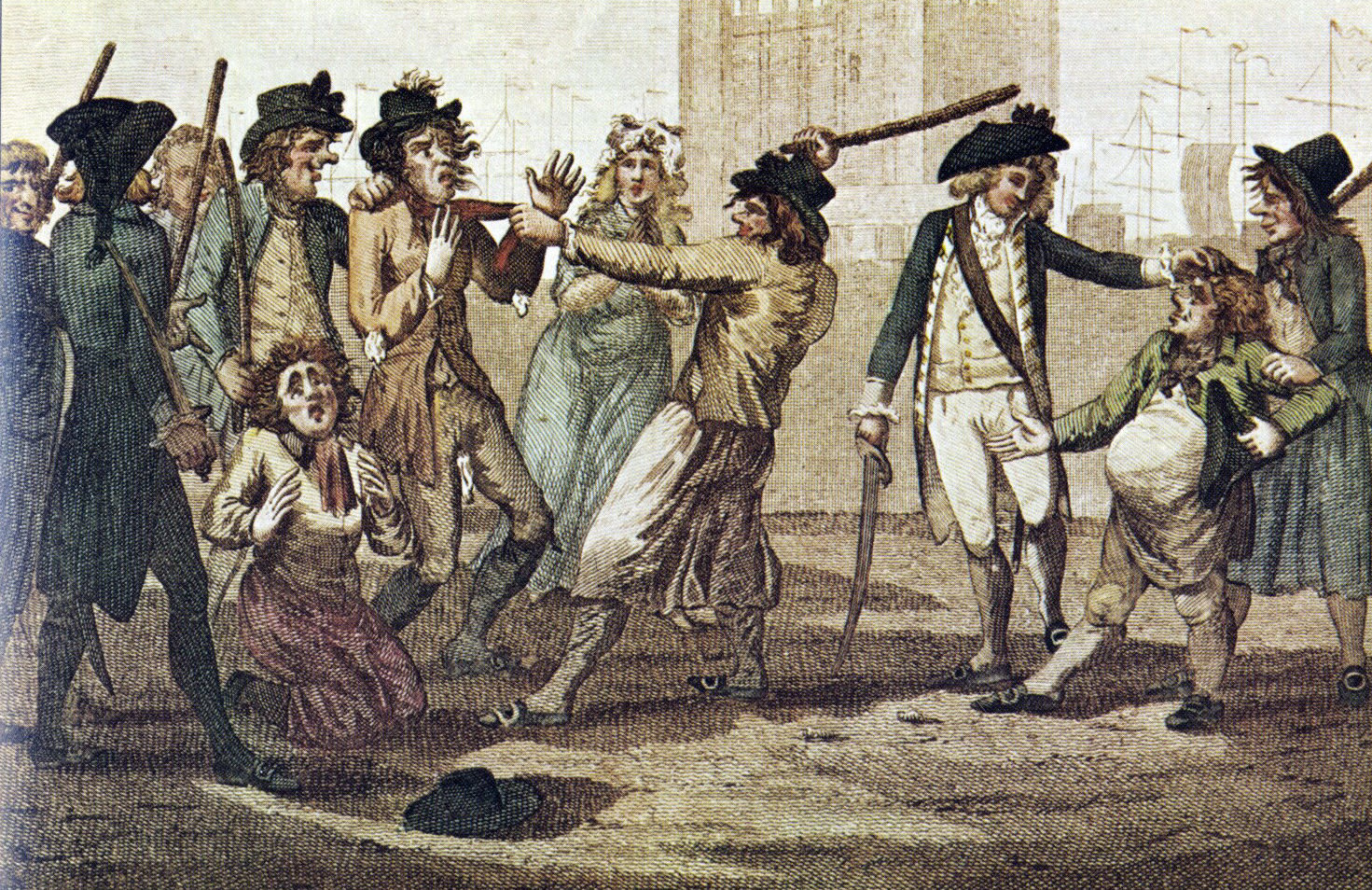
Cưỡng bách tòng quân, tranh biếm họa Anh năm 1780

Nghị viện đã phải chịu những khó khăn về thời gian trong việc tuyển đủ nhân lực,[472] và thấy rằng không thể nào đáp ứng hạn ngạch mà họ đã đặt ra.[473] Quân đội là một nghề rất không phổ biến, một vấn đề thường trực là tiền lương. Một lính bộ binh tư nhân được trả mức lương chỉ vỏn vẹn 8 penny một ngày, [474] tương đương với lương một lính bộ binh Mẫu mới, 130 năm trước đó.[475] Tỷ lệ chi trả trong quân đội không đủ để đáp ứng chi phí sinh hoạt ngày càng tăng, tân binh tiềm năng do đó hiếm hoi,[476] cộng thêm nghĩa vụ quân sự với danh nghĩa là phải trọn đời.[477]
Để lôi kéo thêm người đăng ký, Nghị viện đã đưa ra số tiền thưởng 1,10 bảng cho mỗi đợt tuyển dụng.[478] Khi chiến tranh kéo dài, Nghị viện trở nên tuyệt vọng về nhân lực; tội phạm được phép đi nghĩa vụ quân sự để thoát khỏi hình phạt pháp lý, và những người đào ngũ sẽ được ân xá nếu họ tái gia nhập đơn vị của họ.[479] Sau thất bại tại Saratoga, Nghị viện đã nhân đôi số tiền thưởng lên 3 bảng,[480] và tăng thêm một lần nữa vào năm sau, lên 3,3 bảng, cũng như mở rộng giới hạn độ tuổi từ 17–45 lên 16–50 tuổi.[480]
Cưỡng bách tòng quân là một phương thức tuyển dụng được ưa chuộng, mặc dù không được công chúng ủng hộ, khiến đàn ông tranh thủ gia nhập các đội dân quân địa phương để tránh nghĩa vụ quân sự.[482] Các nỗ lực đã được thực hiện để trưng binh những người này, các chỉ huy dân quân chỉ có thể khoanh tay đứng nhìn.[483] Cạnh tranh giữa chương trình cưỡng bách tòng quân của hải quân và quân đội, thậm chí giữa các đội tàu hoặc giữa các trung đoàn, thường dẫn đến những cuộc cãi lộn hay bạo lực để đảm bảo tân binh cho đơn vị của họ.[484] Nam giới thường tự biến mình thành tàn tật để không phải nhập ngũ,[485] trong khi nhiều người đào ngũ ngay trong buổi đầu tiên.[486] Lính bị cưỡng bách không đáng tin cậy về mặt quân sự; các trung đoàn với số lượng lớn những người như vậy đã được triển khai đến các đồn bốt như ở Gibraltar hoặc Tây Ấn, để giảm tần suất các vụ đào ngũ thành công.[487]
Đến năm 1781, Quân đội có khoảng 121.000 lính tráng trên toàn cầu,[22] 48.000 người trong số đó đóng quân trên khắp châu Mỹ.[21] Trong số 171.000 thủy thủ [26] từng phục vụ Hải quân Hoàng gia trong suốt cuộc xung đột, khoảng một phần tư bị cưỡng ép. Tỷ lệ tương tự, khoảng 42.000 người, đã đào ngũ trong cuộc chiến.[41] Vào thời kỳ đỉnh cao, Hải quân có 94 tàu chiến tuyến,[488] 104 tàu frigate,[489] và 37 tàu chiến hạng nhẹ[490] đang hoạt động.

##### Phái Trung thành và lính Hessian

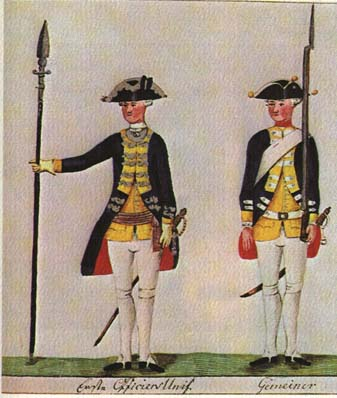
Lính Hessian

Năm 1775, Anh không thành công trong việc đảm bảo 20.000 lính đánh thuê từ Nga,[491] và Lữ đoàn Scots từ Cộng hòa Hà Lan,[492] thành ra thiếu nhân lực. Nghị viện đã xoay xở đàm phán và đề xuất các hiệp ước lên các hoàng tử của nhiều bang nước Đức bằng một khoản tiền lớn, để đổi lấy quân lính.[130] Tổng cộng, 29.875 binh sĩ đã được thuê phục vụ trong quân đội Anh từ sáu bang Đức; Brunswick (5.723 quân), Hesse-Kassel (16.992 quân), Hesse-Hannau (2.422 quân), Ansbach-Bayreuth (2.353 quân), Waldeck-Pyrmont (1.225 quân) và Anhalt-Zerbst (1.160 quân).[29] Vua George III, người cai trị Hanover với tư cách là tuyển hầu tước của Đế chế La Mã thần thánh, đã được Quốc hội xin hỏi để chính phủ mượn binh lính để phục vụ trong chiến tranh. Hanover đã cung cấp 2.365 lính chia thành năm tiểu đoàn, tuy nhiên, thỏa thuận chỉ cho phép họ được sử dụng lính Hannover ở châu Âu.[493]
Không có bất kỳ đồng minh lớn nào,[230] sự thiếu hụt binh lực trở nên cực kì nghiêm trọng khi Pháp và Tây Ban Nha tham chiến, buộc Anh phải trung chuyển phần lớn nguồn lực quân sự từ Châu Mỹ ra các mặt trận khác.[233][233] Tuyển dụng đủ số lượng dân quân phái Trung thành ở Mỹ khá khó khăn do hoạt động kháng chiến của phái Yêu nước cao.[494] Để củng cố số lượng, người Anh hứa trả tự do và cấp đất cho những người nô lệ chiến đấu cho họ.[495] Khoảng 25.000 lính Trung thành đã chiến đấu cho người Anh trong suốt cuộc chiến,[27] và cung cấp phần lớn binh sĩ giỏi cho quân đội Anh;[496] Quân đoàn Anh, một trung đoàn hỗn hợp gồm 250 long kỵ binh và 200 bộ binh[497] do Banastre Tarleton chỉ huy, khét tiếng ở các thuộc địa do sự hiệu quả của trung đoàn, đặc biệt là ở miền Nam.[498][499][500]

##### Hậu cần

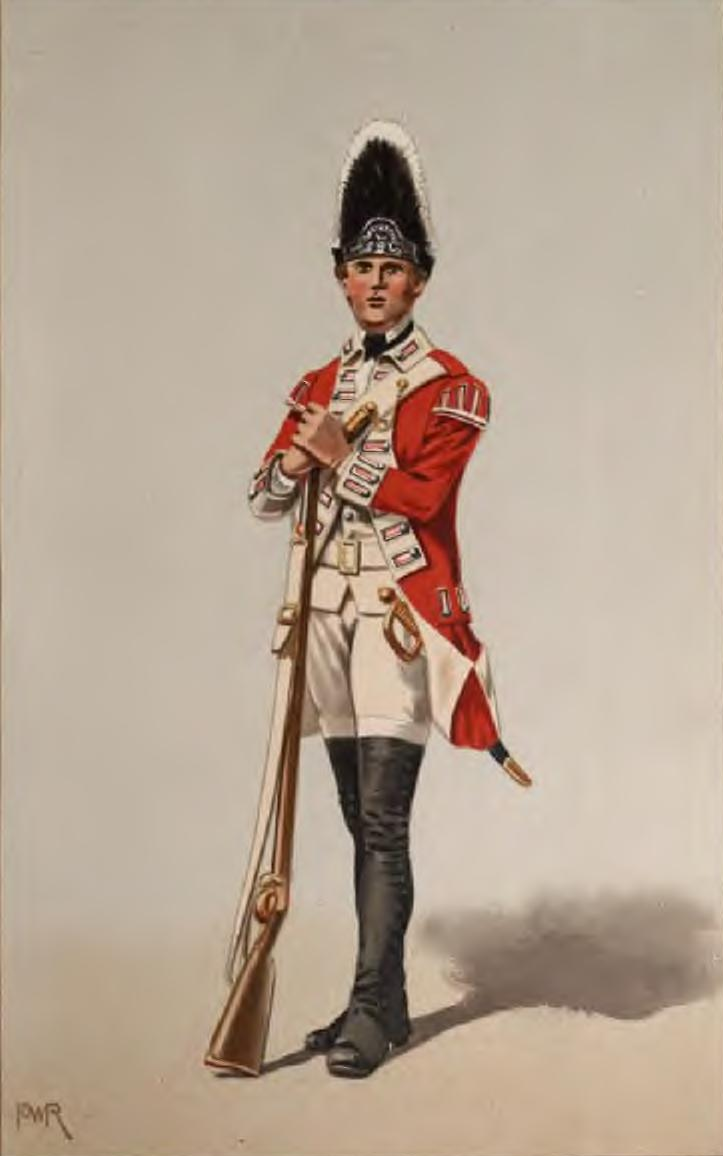
Lính ném lựu của Trung đoàn Bộ binh 40 năm 1767, trang bị súng hỏa mai Brown Bess

Tổ chức hậu cần của các quân đội thế kỷ 18 rất hỗn loạn, và Quân đội Anh không phải là ngoại lệ. Không có quân đoàn hậu cần tồn tại theo nghĩa hiện đại; trong các chiến dịch ở lãnh thổ nước ngoài như ở Mỹ, ngựa, xe ngựa và phu mã thường được trưng dụng từ địa phương, thường là do cưỡng bức hoặc thuê mướn.[509] Quân đoàn quân y không tồn tại. Thông thường các bác sĩ phẫu thuật không qua giáo dục y tế chính thống, không có bằng tốt nghiệp hoặc kiểm tra đầu vào được tuyển thẳng làm cán bộ y tế. Các y tá thường là những người học việc, nhiều phụ nữ được tuyển từ người dân lai vãng ở nơi đóng quân.[510] Các bác sĩ phẫu thuật quân đội và bác sĩ thường được trả lương thấp và có địa vị thấp kém hơn trong xã hội so với các sĩ quan khác.[511]
Thiết bị cá nhân nặng và đồng phục làm từ vải len của lính bộ binh hoàn toàn không phù hợp để chiến đấu ở Mỹ, bộ quân trang khiến quân lính khó vận động nhanh nhẹn.[512] Trong trận Monmouth vào cuối tháng 6 năm 1778, nhiệt độ vượt quá 37,8 °C và chứng say nắng được cho là đã cướp đi nhiều sinh mạng hơn là cuộc chiến.[513] Súng hỏa mai tiêu chuẩn của Quân đội Anh là khẩu Brown Bess. Phần đông các sĩ quan quân đội muốn lính của họ bắn thật cẩn thận, theo tính toán (khoảng hai lần mỗi phút), thay vì bắn cấp tốc. Lưỡi lê khiến cho các cú bắn không thuận tiện, vì hình dạng cồng kềnh của nó cản trở cơ chế đánh lửa đập xuống nòng súng.[514] Quân đội Anh có xu hướng nổ súng dữ dội, dẫn đến các cú bắn không chính xác, một đặc điểm mà John Burgoyne chỉ trích họ trong chiến dịch Saratoga. Burgoyne thay vào đó khuyến khích quân đội xung phong với lưỡi lê để thọc thủng đội hình của kẻ thù, đó là một chiến thuật khá phổ biến ở hầu hết các quân đội châu Âu vào thời điểm đó.[515]

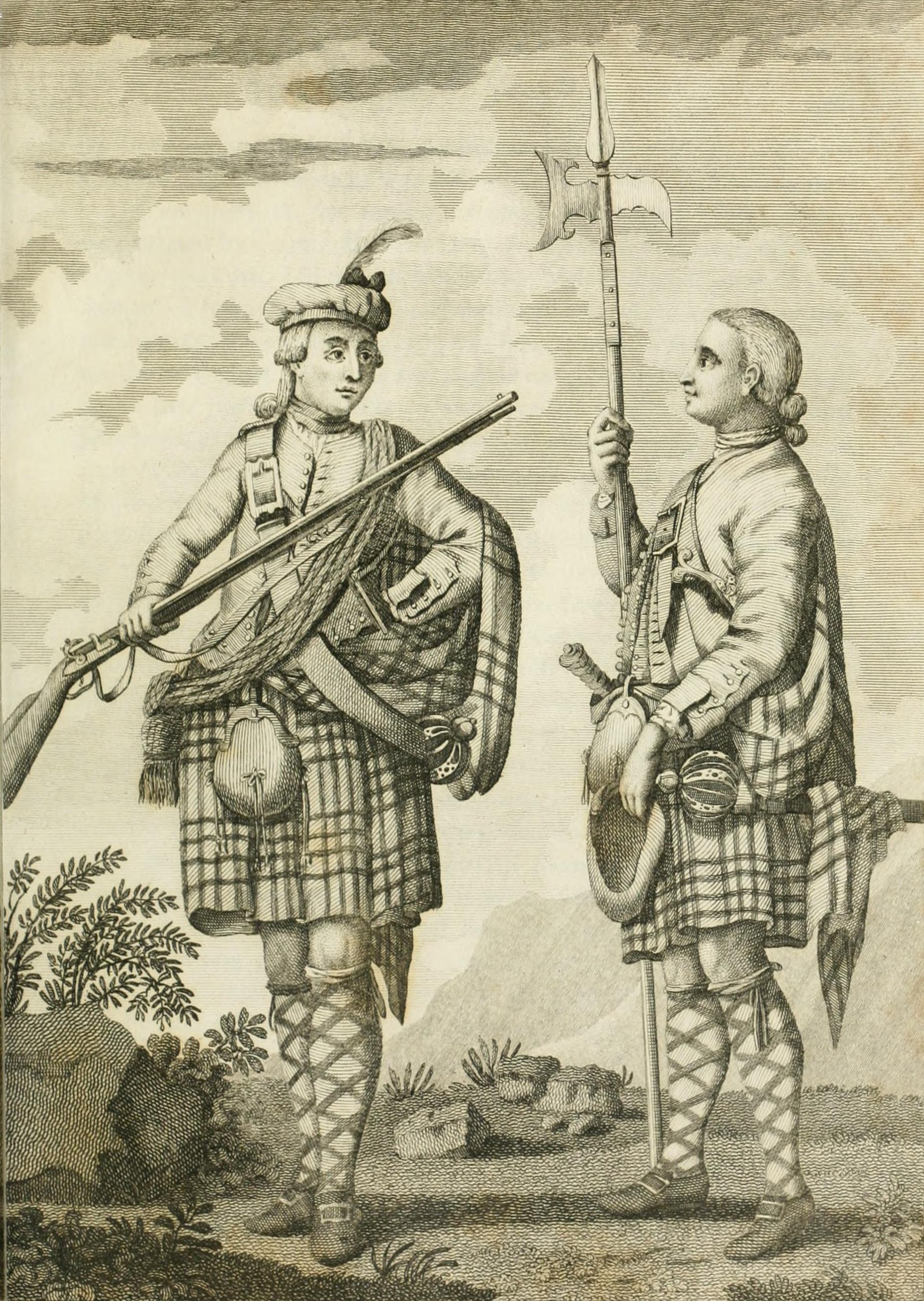
Binh lính của Đội Gác Đen trang bị khẩu Brown Bess, c. 1790

Mọi tiểu đoàn ở Mỹ đã tổ chức đại đội súng trường của riêng họ vào cuối chiến tranh, tuy rằng súng trường không được chính thức cung cấp cho quân đội cho đến khi Súng trường Baker được sản xuất vào năm 1801.[516] Súng kíp có đá đánh lửa (flintlock) phụ thuộc rất nhiều vào thời tiết; gió mạnh có thể thổi bay thuốc súng từ cốc thuốc mồi,[517] trong khi mưa lớn có thể làm ướt đạn giấy, làm hỏng thuốc súng và khiến cho khẩu súng không thể khai hỏa. Hơn nữa, đá lửa sử dụng trong súng hỏa mai của Anh có chất lượng rất kém; chúng chỉ có thể đánh lửa khoảng sáu lần rồi lại phải gọt đẽo lại, trong khi đá lửa của Mỹ có thể bắn khoảng sáu mươi phát. Lính Anh có câu nói sau: "Đá lửa Yankee tốt như một ly rượu".[518]
Cấp dưỡng cho quân đội và thủy thủ là một thách thức khá khó khăn, vì phần lớn lương thực thực phẩm phải được vận chuyển từ Anh vượt biển.[519] Để duy trì sự ủng hộ của những người Trung thành khiến Quân đội không dám nhờ vả họ cung cấp lương thực.[520] Các yếu tố khác cũng cản trở lựa chọn này; vùng nông thôn ở Mỹ quá thưa thớt và dân cư chủ yếu là kẻ thù hoặc không đứng về phe nào, mạng lưới đường và cầu phát triển kém, khu vực mà người Anh kiểm soát bị hạn chế đến mức các đội tìm kiếm thức ăn thường xuyên có nguy cơ bị phục kích.[521] Sau khi Pháp tham chiến, mối đe dọa của hải quân Pháp làm tăng khó khăn trong việc vận chuyển hàng tiếp tế đến Mỹ. Nguồn cung cấp thực phẩm thường xuyên trong tình trạng cạn kiệt. Khí hậu cũng chống lại người Anh ở các thuộc địa phía nam và vùng Caribê, nơi cái nóng mùa hè gay gắt khiến thực phẩm chua chát và hư hỏng.[522]
Cuộc sống trên biển khả quan hơn một chút. Các thủy thủ và hành khách được đầy đủ một khẩu phần thực phẩm hàng ngày, phần lớn bao gồm bánh bích quy hardtack và bia.[523] Bánh hardtack thường bị nhiễm mọt và cứng đến nỗi nó có biệt danh là "máy nghiền hàm" và "lâu đài của loài sâu",[524] đôi khi các thủy thủ phải phá vỡ chúng bằng súng đại bác. Nguồn cung cấp thịt thường bị hỏng hóc trong các chuyến đi dài.[525] Thiếu thốn trái cây và rau quả tươi đã dẫn đến bệnh scorbut, một trong những kẻ giết người khét tiếng trên biển.[438]

##### Chỉ huy
Anh cảm thấy khó khăn để bổ nhiệm một lãnh đạo quân sự cấp cao lành nghề ở Mỹ. Thomas Gage, Tổng tư lệnh mặt trận Bắc Mỹ vào những năm đầu của chiến tranh, bị chỉ trích là quá khoan dung đối với những kẻ phản trắc. Jeffrey Amherst, người được bổ nhiệm làm Tổng tư lệnh quân đội vào năm 1778, đã không tuân theo một mệnh lệnh trực tiếp tại Mỹ, do không sẵn lòng để chọn phe trong chiến tranh.[501] Đô đốc Augustus Keppel tương tự đã phản đối một mệnh lệnh, ông có nêu rõ; "Tôi không thể rút thanh kiếm trong tay cho một sự nghiệp như vậy". Bá tước Effingham đã từ chức khỏi Ủy ban của mình khi trung đoàn của ông được điều sang Mỹ, các tướng William Howe và John Burgoyne đều phản đối các giải pháp quân sự cho cuộc khủng hoảng. Cả Howe và Henry Clinton đều tuyên bố rằng họ là những người vào cuộc bất đắc dĩ và chỉ tuân theo mệnh lệnh.[502]
Cũng theo thể chế của nhiều quân đội châu Âu thời bấy giờ, với Quân đội Phổ là ngoại lệ, các sĩ quan phục vụ cho quân đội Anh có thể mua giấy ủy quyền để leo lên hàng ngũ.[503] Mặc dù Quốc hội đã nhiều lần phản đối cái luật trớ trêu này, nhưng thực tế thì việc hối lộ để thăng chức vẫn rất phổ biến trong Quân đội.[504] Giá trị của một tờ ủy quyền rất đa dạng, nhưng thường tương ứng với uy tín trong xã hội và quân đội, ví dụ, các trung đoàn như Lính Vệ binh có mức giá cao nhất.[505] Các cấp bậc thấp hơn thường coi các khoản ủy nhiệm cao cấp của các sĩ quan giàu có là "mận cho [tiêu dùng] của họ". [506] Những cá nhân giàu có chưa qua đợt đào tạo quân sự nào, hoặc thiếu kinh nghiệm thực tế, thường tìm đường lên các vị trí cao, làm giảm hiệu quả của một trung đoàn.[507] Mặc dù chính quyền Hoàng gia đã cấm việc mua bán giấy ủy quyền từ năm 1711, nhưng vẫn được phép cho phép trẻ con được mua giấy ủy quyền. Các cậu bé, thường là trẻ mồ côi của các sĩ quan giàu có đã chết, được nghỉ ở trường học và đặt vào các vị trí cao trong các trung đoàn.[508]

##### Kỷ cương
Kỷ cương trong các lực lương vũ trang rất hà khắc, và đòn roi được sử dụng để trừng phạt ngay cả những hành vi phạm tội tầm thường nhất.[526] Chẳng hạn, hai lính áo đỏ phải chịu 1000 roi mỗi người vì tội cướp bóc trong chiến dịch Saratoga,[527] trong khi một người lính khác đã phải nhận 800 roi vì hành hung một sĩ quan cấp trên.[528] Đánh roi là một hình phạt phổ biến trong Hải quân Hoàng gia và được liên tưởng đến sự cứng rắn rập khuôn của người thủy thủ. [529]
Mặc cho kỷ luật thép trong quân đội, sự thiếu tự kỷ luật tràn ngập khắp các binh lính Anh. Những người lính có niềm ham mê với cờ bạc, đến mức quá trớn khiến quân lính thường đánh cược đồng phục của chính họ.[530] Nhiều kẻ say rượu, và điều này không chỉ phổ biến ở binh nhất, binh nhì; William Howe thuật lại rằng ông đã nhìn thấy nhiều "buổi sáng tào lao" khi đóng quân ở New York. Tướng John Burgoyne đã uống rất nhiều mỗi tối cho đến ngày kết thúc chiến dịch Saratoga. Hai vị tướng cũng được báo cáo là đã tìm thấy sự an ủi với vợ của các sĩ quan cấp dưới làm quên đi gánh nặng chỉ huy.[531] Trong chiến dịch Philadelphia, các sĩ quan Anh đã xúc phạm sâu sắc những người Quaker địa phương bằng cách chiêu đãi tình nhân của họ trong những ngôi nhà nơi họ từng ở. [535] Một số báo cáo chỉ ra rằng quân đội Anh nói chung rất cẩn trọng trong việc đối xử với thường dân.[533] Điều này trái ngược với nhật ký của những người lính Hessian, những người đã ghi lại sự thiếu tôn trọng trong hành vi của lính Anh đối với nhân dân ở đây, như phá hủy tài sản và xử tử tù nhân. [534]

##### Chiến lược kém hiệu quả
Giới lãnh đạo Anh sớm phát hiện ra rằng họ đã đánh giá quá cao khả năng của quân đội, đồng thời đánh giá thấp những kẻ nổi dậy, khiến họ phải cân nhắc lại các kế hoạch quân sự.[126][127] Sự ì ạch của các quan chức quân sự và dân sự Anh trong việc giải quyết các cuộc nổi loạn ban đầu đã cho những người thuộc địa dành lấy lợi thể, làm cho chính quyền Anh nhanh chóng mất quyền kiểm soát tất cả các thuộc địa.[128] Một ví dụ tiêu biểu cho điều này là trong Trận Đồi Bunker. Phải mất 10 giờ để các chỉ huy Anh phản ứng sau khi nhìn thấy người Mỹ trên Bán đảo Charlestown, cho họ đủ thời gian để củng cố tuyến phòng thủ.[538] Thay vì lựa chọn một cú thọc sườn nhanh lẹ và hiệu quả cao với tổn thất tối thiểu,[539] người Anh quyết định tấn công trực diện nhiều lần. Kết quả đã rõ ràng; người Anh phải chịu 1.054 thương vong với lực lượng ban đầu khoảng 3.000 người sau nhiều lần tấn công trực diện.[540] Tuy nhiên, các nhà lãnh đạo Anh vẫn lạc quan thái quá, tin rằng chỉ cần duy nhất hai trung đoàn là đàn áp được cuộc nổi dậy ở Massachusetts.[541][542]
Tranh luận vẫn tồn tại về thất bại của Anh phải chăng là kết quả tất yếu. Fumming lập luận rằng cơ may chiến thắng của Mỹ rất thấp, thất bại của Anh là một điều kỳ diệu.[543] Tuy nhiên, Ellis cho rằng tỷ lệ này luôn nghiêng về người Mỹ và đặt câu hỏi liệu chiến thắng của người Anh khả thi trong thực tế. Ellis cho rằng người Anh đã bỏ lỡ cơ hội duy nhất để dành chiến thắng quyết định vào năm 1777, và rằng các chiến lược do William Howe đưa ra đã đánh giá thấp những trở ngại mà người Mỹ mang lại. Ellis kết luận rằng, một khi Howe thất bại, cơ hội cho một chiến thắng của Anh "sẽ không bao giờ trở lại".[544] Ngược lại, sách giáo khoa chính thống của Quân đội Hoa Kỳ lập luận rằng, nếu Anh có thể đưa 10.000 lính mới vào cuộc chiến năm 1780, chiến thắng của Anh là hoàn toàn có thể.[545]

###### William Howe
Các nhà sử học như Ellis và Stewart đã quan sát thấy rằng, dưới sự chỉ huy của William Howe, người Anh đã bỏ qua một số cơ hội để dành chiến thắng quyết định trước người Mỹ.[545][544] Trong suốt các chiến dịch ở New York và Philadelphia, Howe đã mắc một số lỗi chiến lược cản trở họ đạt phần thắng. Tại Long Island, Howe thậm chí không thực hiện vây hãm Washington,[546] và chủ động hạ lệnh cho cấp dưới tiến hành một cuộc truy đuổi quân Mỹ đã bị đánh bại.[147] Tại White Plains, ông không giao chiến với đội quân yếu thế của Washington, và thay vào đó tập trung nguồn lực vào một ngọn đồi không mang tính chiến lược.[152][153] Sau khi chiếm New York, Howe đã phái Henry Clinton đi đánh Newport, kế hoạch mà Clinton phản đối, với lý do quân đội được giao cho ông có thể được sử dụng tốt hơn để truy sát quân Mỹ đang rút lui của Washington.[156]157[158] Bất chấp viễn cảnh tồi tệ của sự nghiệp cách mạng [547] và sự gia tăng hoạt động của phái trung quân sau thất bại của Washington,[141] Howe không cố gắng tấn công Washington trong khi người Mỹ định cư vào các khu phố mùa đông.[179]

## Ý nghĩa
Sau cách mạng, Hoa Kỳ trở thành đất nước châu Mỹ đầu tiên đánh đuổi được thực dân châu Âu, làm gương cho các nền độc lập về sau.
Kể từ khi Cách mạng Mỹ bùng nổ, các sứ thần Hoa Kỳ tại kinh đô nước Phổ đã thỉnh cầu vua Friedrich II Đại Đế công nhận nền độc lập của họ. Và rồi, sau khi người Anh bại trận, nhà vua đã chắp bút ký Hiệp định hữu nghị Mỹ - Phổ vào năm 1785. Đây là Hiệp định thương mại đầu tiên giữa hai nước.